# Audi 80
Audi 80 — среднеразмерный автомобиль, выпускавшийся немецким автопроизводителем Audi с 1966 по 1996 годы. Первоначально модель имела общую с Volkswagen Passat платформу и была доступна в кузовах седан и универсал (версия Avant). Купе и кабриолет хоть и не относились к семейству Audi 80, но имели общую платформу и множество деталей.
Было несколько различных типов двигателей. Бензиновые: инжекторный «E» (Einspritzung) и карбюраторный «S». Дизельные: дизельный «D» (diesel), турбодизельный «TD» (turbodiesel), и двигатель с турбонаддувом и прямым впрыском «TDI» (Turbocharged Direct Injection).
В Северной Америке Audi 80 продавался как Audi Fox, а с 1980 по 1987 как Audi 4000. Audi 90 был предназначен для высокодоходного сегмента покупателей Audi 80.

## F103
Семейство Audi F103 выпускалось в 1965—1972 годах и базировалось на модели DKW F102. Главное отличие — использование четырёхтактных двигателей вместо устаревших двухтактных. Включало в себя несколько моделей, обозначавшихся по мощности двигателя, выраженной в лошадинных силах, — Audi 60, Audi 72, Audi 75, Audi 80 и Audi 90.
Внешне модель легко отличить от немного более крупной Audi 100 C1 (1968—1976) по сигналам поворота, расположенным на передних крыльях.

## 80 B1
Эта модель дебютировала в Европе в 1973 году как Audi 80 и, в этом же году, в США как Audi Fox. Официальное представление автомобиля происходило на Женевском автосалоне в марте 1973 года. В этом же году автомобиль был назван "Европейским автомобилем года". Автомобиль был доступен в 2-х или 4-х дверном кузове типа седан. Автомобиль занял места на рынке взамен нескольких моделей, которые Audi сняла с производства (серия F103, которая включала первую модель, обозначенную как «Audi 80»). Кроме того, Audi, в лице этой модели, получила реального конкурента для Opel Ascona и Ford Taunus.
Audi 80 была сначала оборудована 4-цилиндровыми двигателями объёмом 1,3 и 1,5 л. с одним распределительным валом (SOHC), мощностью от 55 л.с. до 85 л.с. На внутреннем рынке 2- и 4-дверные седаны были доступны в базовом состоянии (55 или 75 л.с., называемые просто Audi 80 и Audi 80 S, соответственно) как L-модели (LS с двигателем 75 л.с.) или как GL, в более дорогой комплектации (только 85 л.с.). В 1973 Audi добавила спортивную 80 GT (только 2-дверная), снабжённую карбюраторным двигателем объёмом 1,6 л. и мощностью 100 л.с. Двигатели от Audi 80 также использовались в Volkswagen Passat, а с 1974 и в Volkswagen Golf, и на долгие годы стали основой для всех двигателей концерна Volkswagen.
Audi 80 имела переднюю подвеску МакФерсона (англ. MacPherson strut) и неподвижную заднюю ось, поддерживаемую цилиндрическими пружинами и поперечной штангой (панар-штанга) на продольных рычагах.

### Typ 82
Осенью 1976 года были произведены изменения внешнего вида переднего края автомобиля в стиле недавно вышедшей Audi 100 C2 — фары, вместо круглых, стали квадратными, двигатель 1,6 л. заменил двигатель 1,5 л. (мощность по прежнему осталась 75/85 л.с.). Кузов теперь имел внутреннее обозначение Typ 82. Замена двигателя объёмом 1,6 л. на 1,5 л. была вызвана тем, что двигатель не соответствовал американским нормам содержания токсичных веществ в выхлопных газах. Также была выпущена новая модель — Audi 80 GTE с инжекторным двигателем объёмом 1,6 л. (110 л.с.), заменяющая устаревшую Audi 80 GT.
Платформа B1 ушла с европейского рынка в 1978 году, хотя в Северной Америке продавалась до 1979 года.

### Экспортные модели
На американском рынке Audi 80 предлагалась как Audi Fox и имела двигатель объёмом 1,5 л. мощностью 55 л.с. и 4-ступенчатую механическую коробку передач. Более поздние версии имели двигатель 1,6 л. мощностью 83 л.с. Audi 80 GTE на американском рынке продавалась под маркой Audi Fox GTI. В США, Англии и ЮАР предлагалась Audi 80 с кузовом универсал, которая называлась Audi 80 Estate. В США модель носила имя Audi Fox Station Wagon. Этот автомобиль на самом деле представлял собой VW Passat с отделкой под Audi 80.

### Варианты поставки
| Модель                 | Мощность двигателя |
| ---------------------- | ------------------ |
| Audi 80                | 55 л.с. (40,5 кВт) |
| Audi 80 L              | 55 л.с. (40,5 кВт) |
| Audi 80 S              | 75 л.с. (55 кВт)   |
| Audi 80 LS             | 75 л.с. (55 кВт)   |
| Audi 80 GLS (с 1976)   | 75 л.с. (55 кВт)   |
| Audi 80 GL (до 1976)   | 85 л.с. (63 кВт)   |
| Audi 80 LS (с 1976)    | 85 л.с. (63 кВт)   |
| Audi 80 GLS (с 1976)   | 85 л.с. (63 кВт)   |
| Audi 80 GT (1973—1975) | 100 л.с. (74 кВт)  |
| Audi 80 GTE (с 1975)   | 108 л.с. (81 кВт)  |
| Audi 80 GLX (1978)     | 85 л.с. (63 кВт)   |

«L», «GL» и «GT» поставлялись как с карбюраторными двигателями, так и с инжекторными.

### Галерея

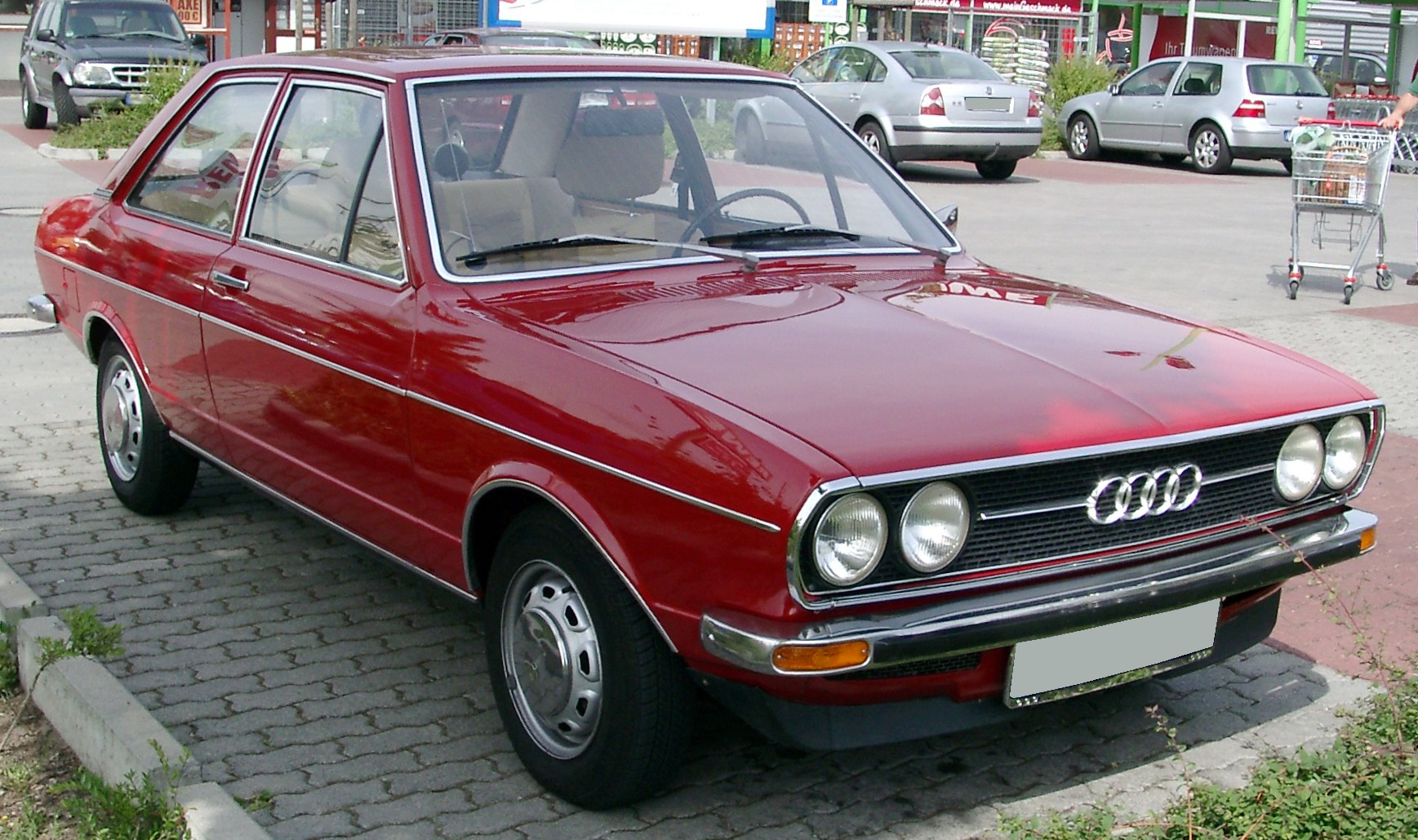
Audi 80 B1
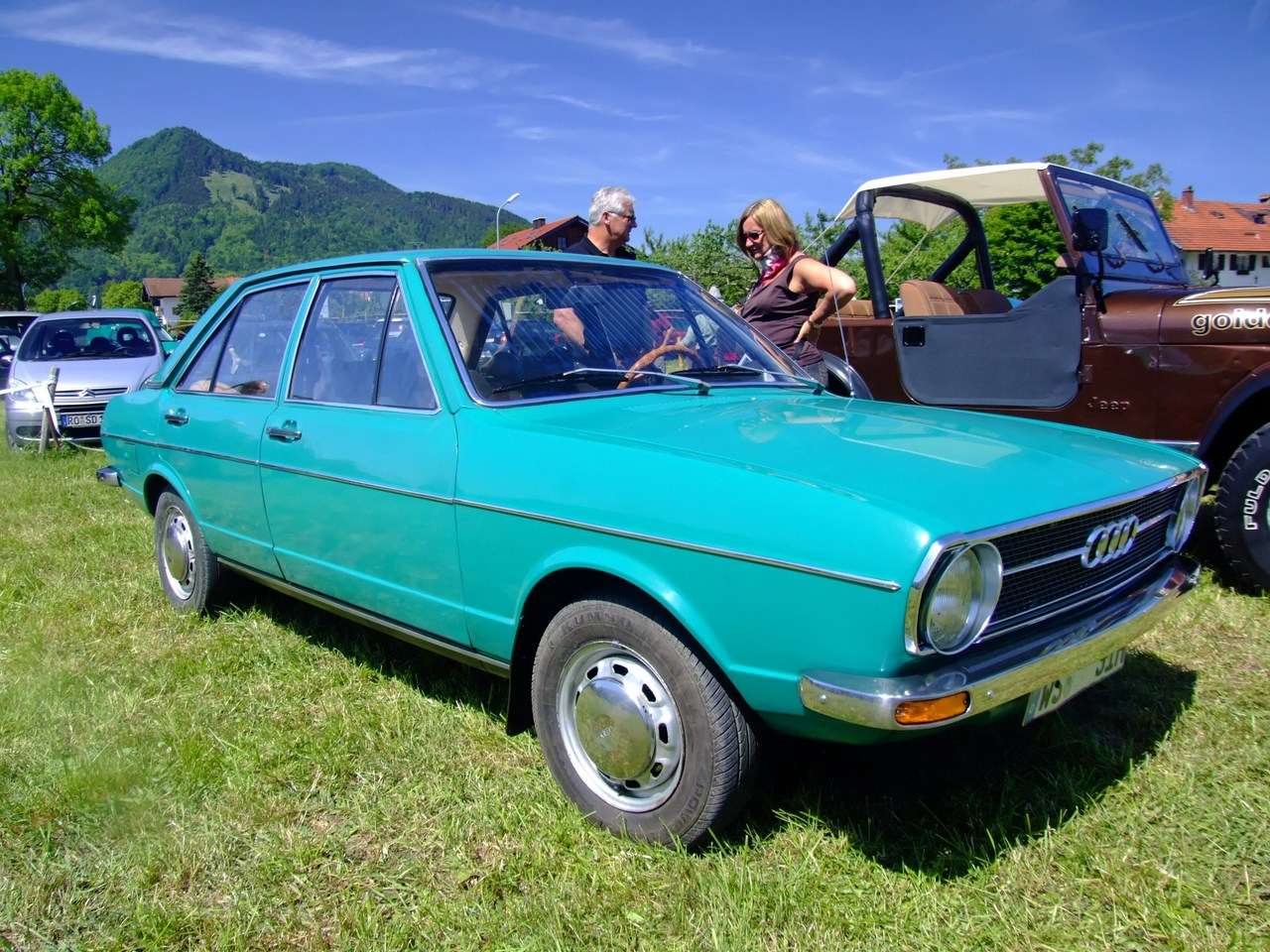
Audi 80 B1 L
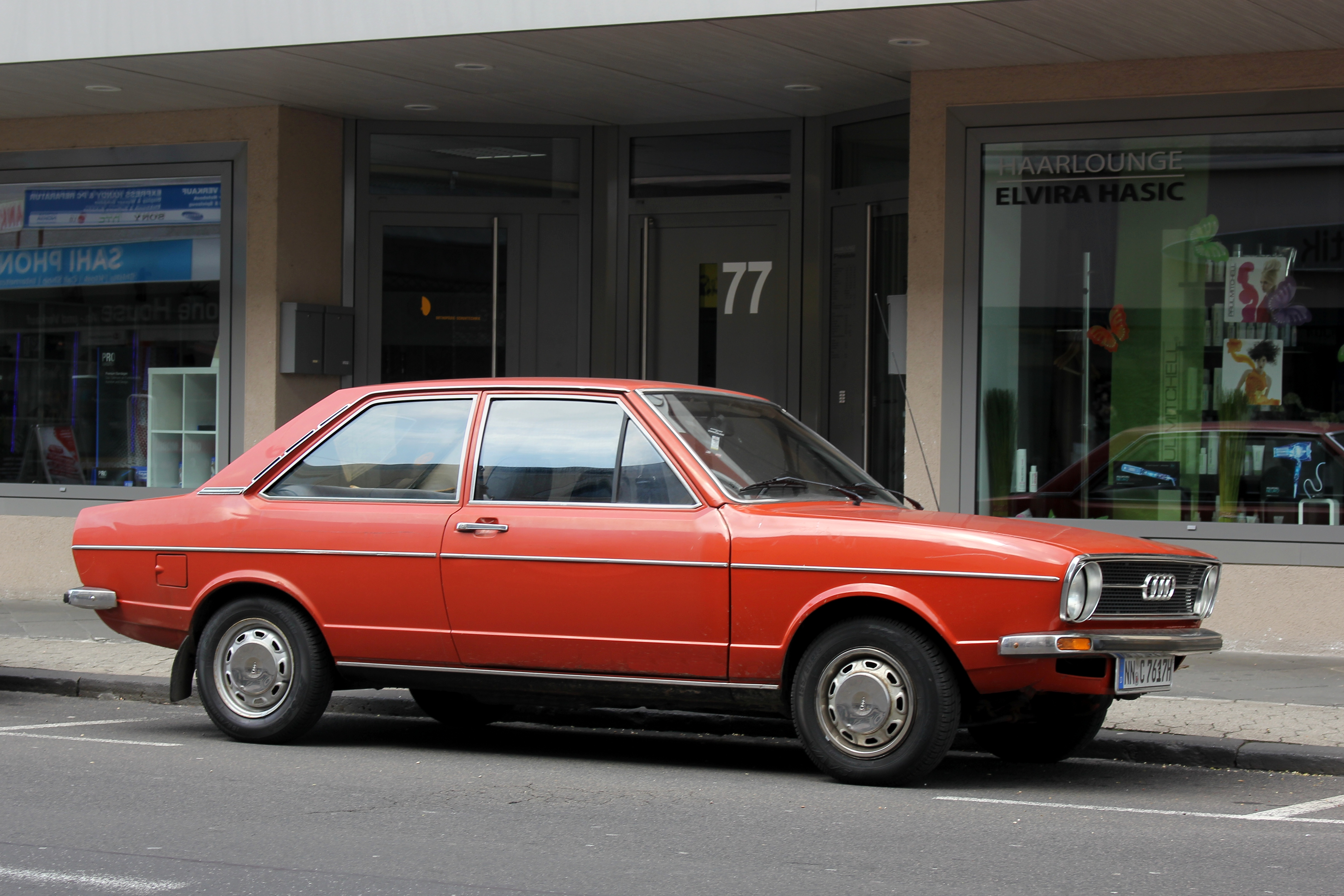
Audi 80 B1 LS
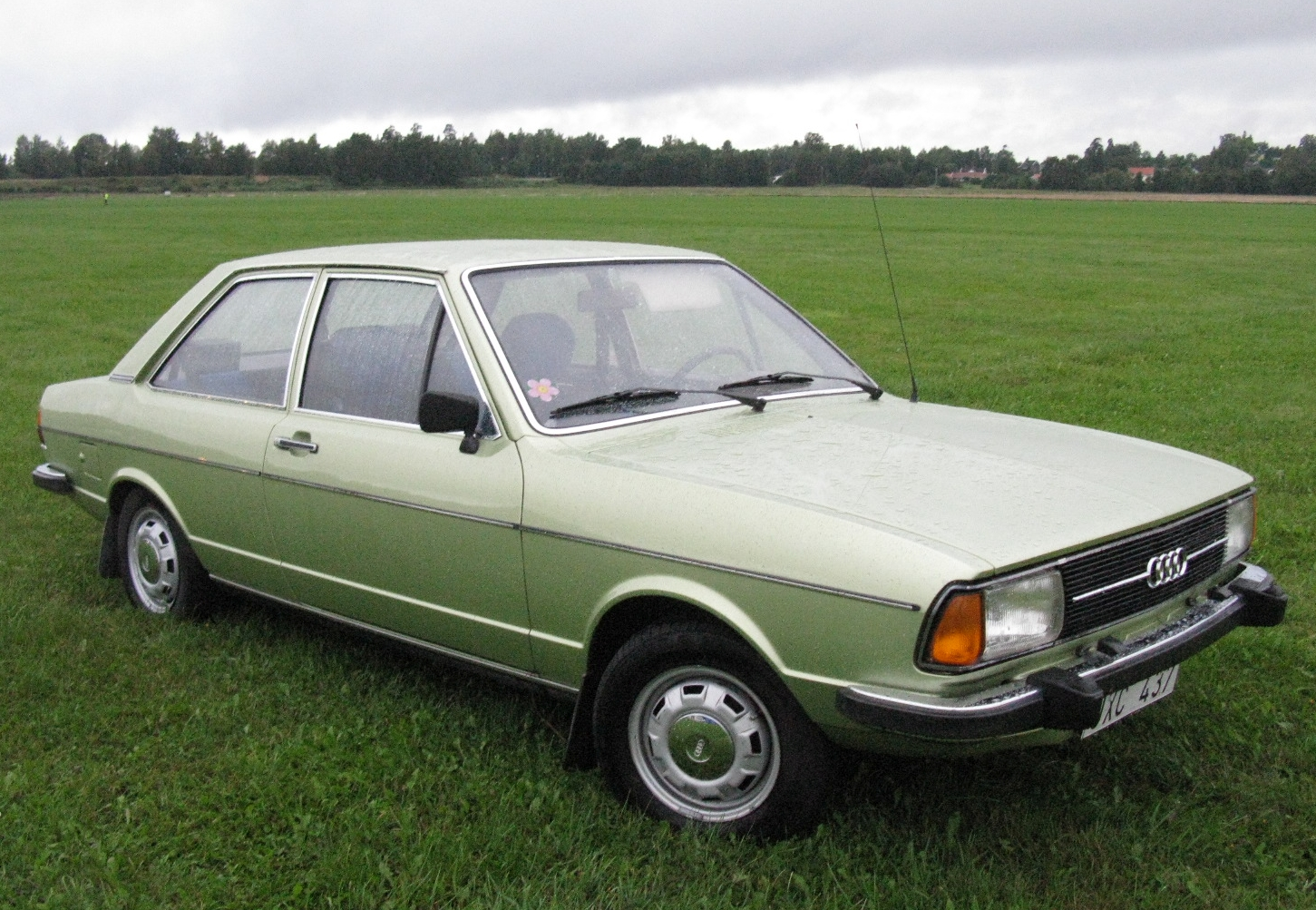
Audi 80 B1 LS Facelift
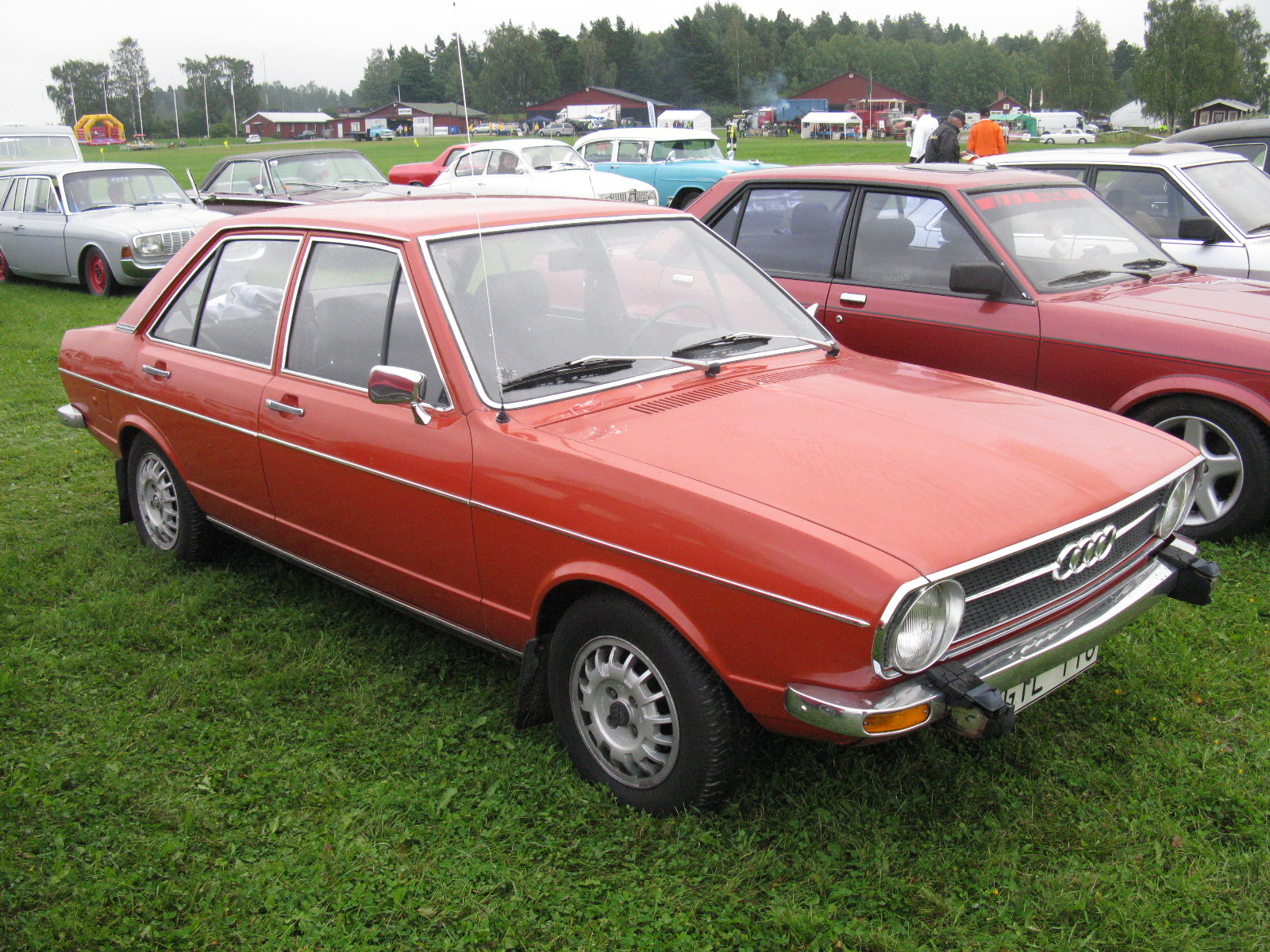
Audi 80 B1 GLS
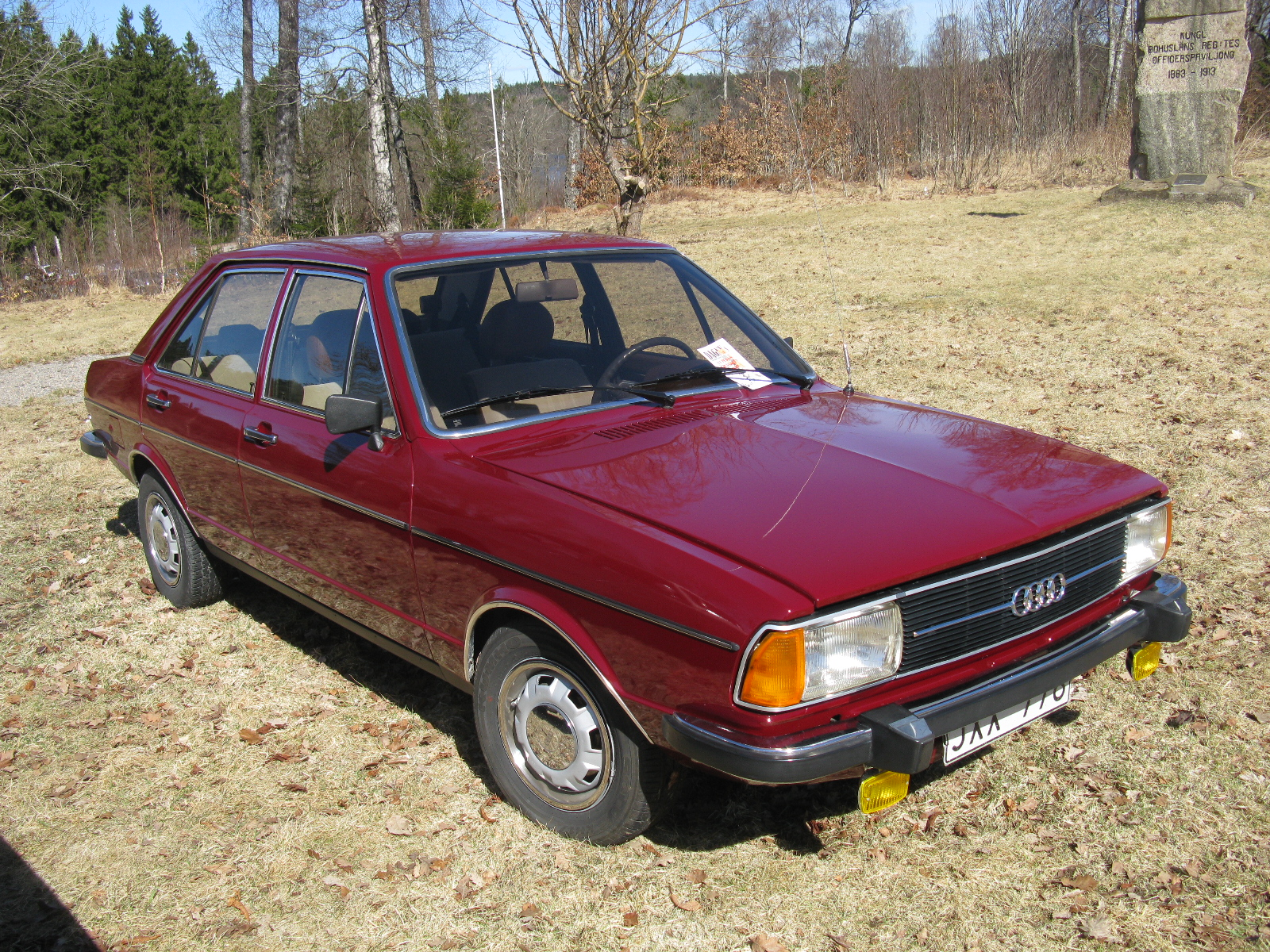
Audi 80 B1 GLS Facelift
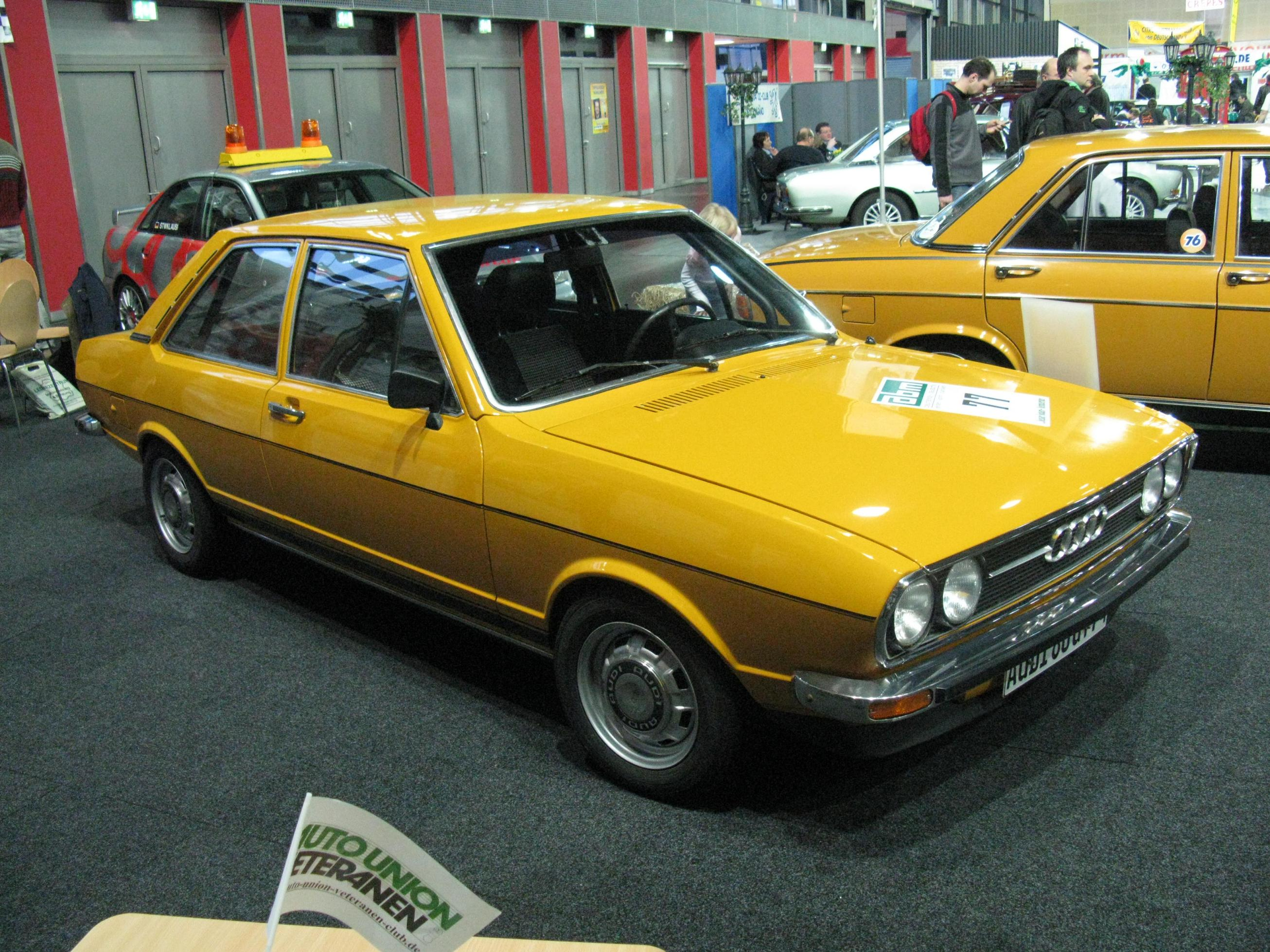
Audi 80 B1 GTE
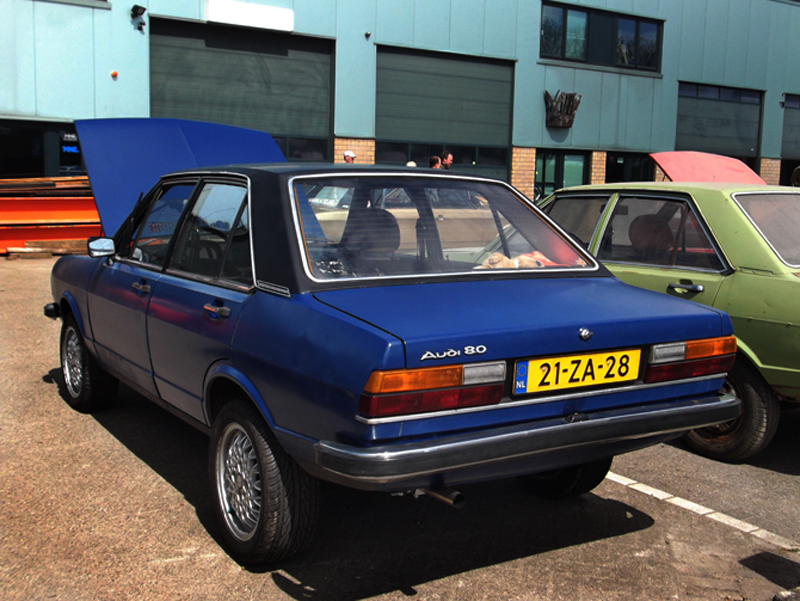
Audi 80 B1 GLX

## 80 B2
В 1978 году Audi 80 была переведена на платформу B2 (Type 81) в Европе, а в 1979 году в Северной Америке. Audi продолжила использовать «80» как марку в Европе, но в Северной Америке начала обозначать автомобиль как Audi 4000/4000S. Дизайн кузова Audi 80 B2 первоначально разрабатывался Клаусом Люте, но после его ухода из Audi в BMW, дизайн был полностью переделан Джорджетто Джуджаро. Хотя обычно заказывали 4-дверную модель, также производилась и 2-дверная модель Audi 80. Модели с кузовом универсал (Avant) не было доступно, так как эту нишу занял Volkswagen Passat. В США базовая комплектация автомобиля соответствовала комплектации европейской Audi 80 CD, которая также отличается от европейской и тем, что соответствовала более строгим нормам по содержанию веществ в выхлопных газах.
В Европе Audi 80 была стандартным исполнением, вместе с тем, позднее, в 1984 году, была выпущена Audi 90, представляющая собой Audi 80 с двигателем большого объёма, с большим количеством дополнительных опций и имевшей, на выбор, два 5-цилиндровых I5 двигателя мощностью 115 л.с. и 136 л.с., объёмом 2,2 л., который позднее увеличили до 2,3 л., или 75-сильный l4 турбодизельный двигатель, последний был также доступен и для Audi 80. Audi 90 была доступна как с передним приводом (Typ 81), так и с полным приводом (Typ 85). В Audi 90 с двигателем 2,2 л. была доступна ABS, за дополнительную плату в размере 3725 DM. Кроме того, в Audi 90 были доступны электрические стеклоподъемники, люк на крыше, дворники на фарах, кондиционер и круиз-контроль.
Платформа B2 оказалась довольно универсальной, её компоненты были общими или применялись также на моделях Audi Coupé, Audi Quattro и Audi Sport Quattro, которые, со временем, помогли повысить имидж компании в глазах клиентов, в том числе благодаря системе постоянного полного привода quattro, хорошо проявившей себя и в различных видах автогонок.
Седаны B2 предлагались в Европе до конца 1986 года, и до 1987 года в остальном мире; Audi Coupé на этой платформе оставалась до 1988 года, до того как была заменена. На базе модели Audi Coupé создана оригинальная модель Audi Quattro.
С 1984 модельного года, Audi сделала на B2 едва заметные изменения, задние фонари теперь напоминали те, которые имела Audi 100 Type 44 (Audi 100 C3), также поменялись задний и передний бамперы, крышка багажника, торпедо, подрулевые переключатели, рулевое колесо и передние фары. Изменения коснулись электропроводки, блок предохранителей был перенесен под капот.
В 1983 году в Великобритании была представлена Audi 80 Sport, основанная на Audi 80 GTE. Специальная юбилейная версия Audi 4000CS quattro была сделана в 1985, 1986 и 1987 модельных годах.
Audi 5+5 была выпущена на Австралийском рынке в октябре 1981 года. Модель описывалась как «uniquely Australian Special». И, по сути, представляла собой Audi 80 B2, 4-дверный седан, с 5-цилиндровым двигателем объёмом 2144 см³.

### Галерея

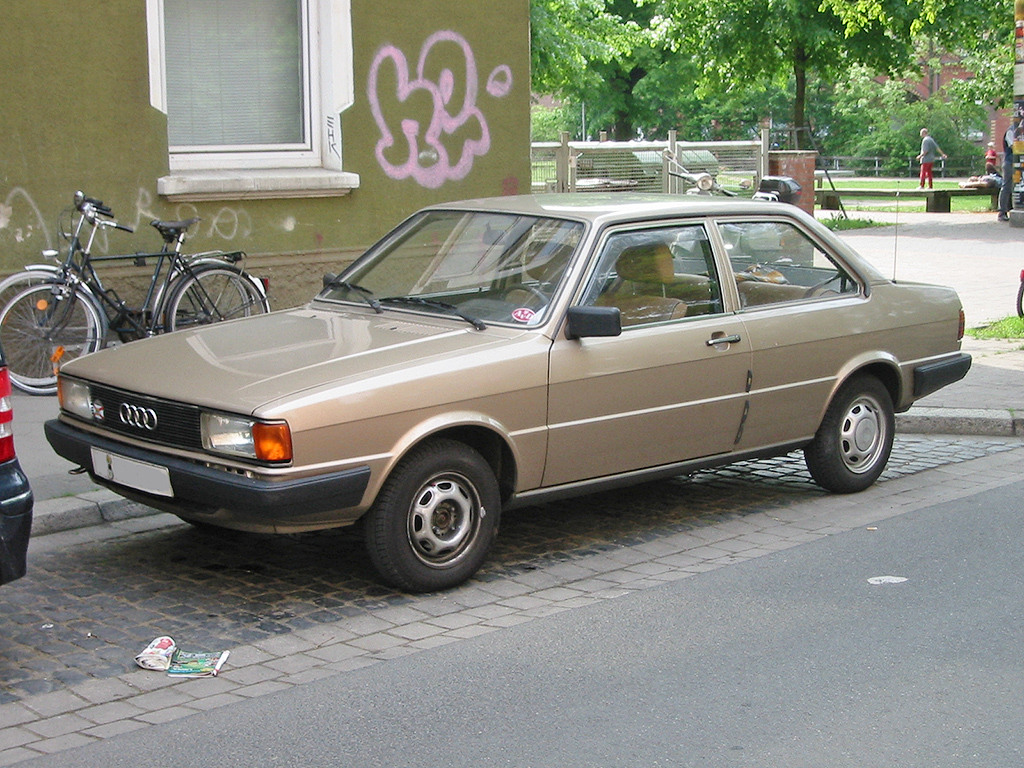
Audi 80 B2 1978–1984
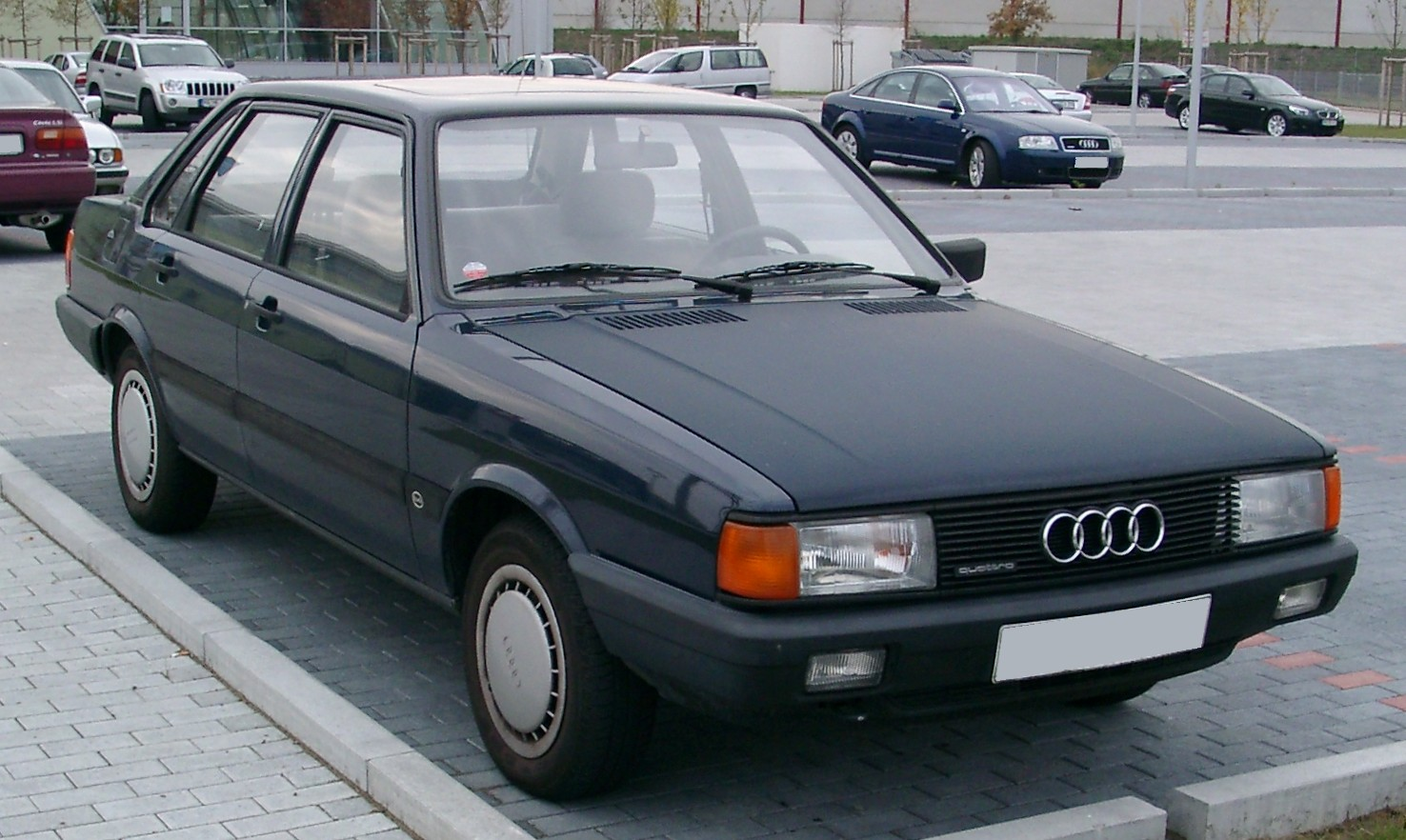
Audi 80 B2 (обновленная) 1984-1986
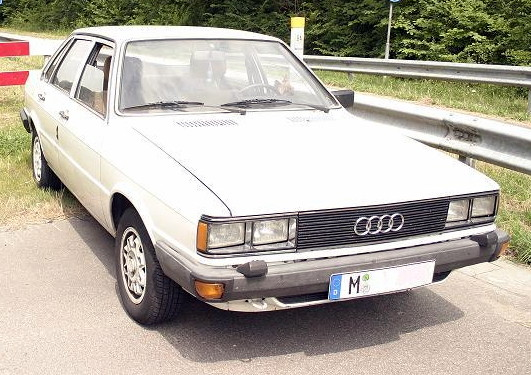
Audi 80 B2 CL (с передом как у Audi Coupé)
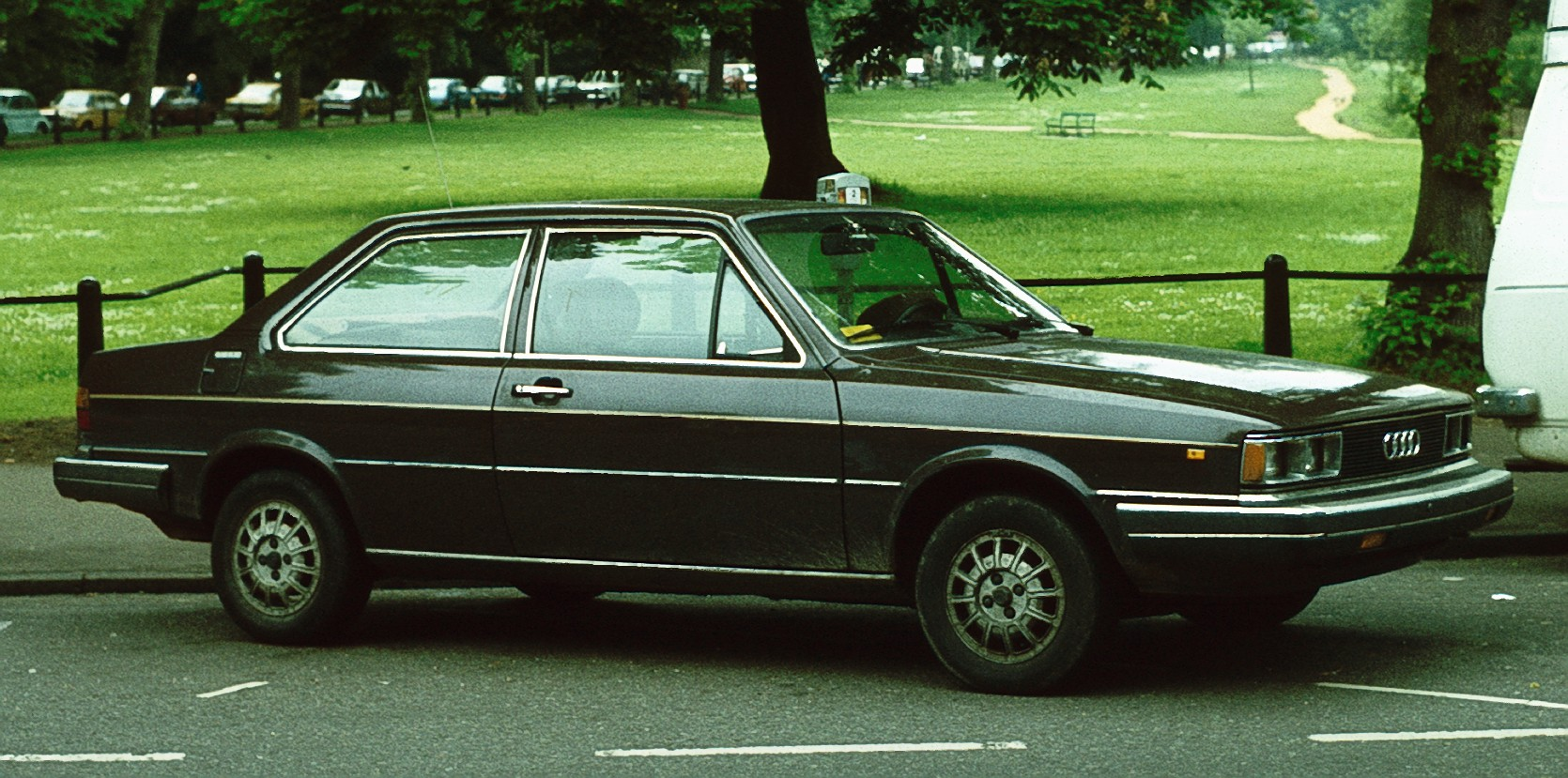
Audi 4000 B2 1979-1984

### Варианты двигателя

#### Бензиновые двигатели
- Четырёхцилиндровые двигатели

| Модель                       | Объём, см³ | Внутренний код | Мощность                                                              |
| ---------------------------- | ---------- | -------------- | --------------------------------------------------------------------- |
| Audi 80 1.3 (1978—1981)      | 1296       | FY             | 55 л.с. (40 кВт)                                                      |
| Audi 80 1.3 (1981—1986)      | 1296       | EP             | 60 л.с. (44 кВт)                                                      |
| Audi 80 1.6 (с 1986)         | 1595       | SA             | 73 л.с. (55 кВт) карбюратор катализатор                               |
| Audi 80 1.6 (до 1983)        | 1588       | YN/WV          | 75 л.с. (55 кВт)                                                      |
| Audi 80 1.6 (с 1983)         | 1595       | DT             | 75 л.с. (55 кВт)                                                      |
| Audi 80 1.6 (до 1983)        | 1588       | YP             | 85 л.с. (63 кВт)                                                      |
| Audi 80 1.8 (с 1983)         | 1781       | DS             | 90 л.с. (66 кВт) карбюратор                                           |
| Audi 80 1.8 quattro (c 1984) | 1781       | NE             | 90 л.с. (66 кВт) карбюратор                                           |
| Audi 80 1.8 (с 1984)         | 1781       | JN             | 90 л.с. (66 кВт) инжектор катализатор                                 |
| Audi 80 1.8 (с 1986)         | 1781       | SF             | 88 л.с. (65 кВт) карбюратор катализатор                               |
| Audi 80 GLE (1979—1982)      | 1588       | YZ             | 110 л.с. (81 кВт) инжектор                                            |
| Audi 80 GTE (1983—1986)      | 1781       | DZ             | 112 л.с. (82 кВт) инжектор                                            |
| Audi 80 GTE (1985—1986)      | 1781       | PV             | 110 л.с. (81 кВт) инжектор катализатор Датчик детонационного сгорания |

Катализатор — Каталитический дожигатель выхлопных газов.
- Пятицилиндровые двигатели

| Модель                      | Объём, см³ | Внутренний код | Мощность           |
| --------------------------- | ---------- | -------------- | ------------------ |
| Audi 80 CD 5S (1981—1983)   | 1921       | WN             | 115 л.с. (85 кВт)  |
| Audi 80 CD 5E (1983—1984)   | 1994       | JS             | 115 л.с. (85 кВт)  |
| Audi 80 quattro (1982—1984) | 2144       | KK             | 136 л.с. (100 кВт) |
| Audi 80 quattro (1984)      | 1994       | JS             | 115 л.с. (85 кВт)  |

#### Дизельные двигатели
| Модель           | Объём, см³ | Внутренний код | Мощность           |
| ---------------- | ---------- | -------------- | ------------------ |
| Audi 80 Diesel   | 1588       | JK             | 54 л.с. (40 кВт)   |
| Audi Turbodiesel | 1588       | CY             | 70 л.с. (51,5 кВт) |

#### Audi 90
| Модель    | Внутренний код | Кузов  | Мощность           | Конфигурация Объём    | Максимальная скорость | Разгон 0-100 км/ч ! |
| --------- | -------------- | ------ | ------------------ | --------------------- | --------------------- | ------------------- |
| 2.0       | JS             | Typ 81 | 115 л.с. (85 кВт)  | 5 цилиндров, 1994 см³ | 187 км/ч              | 9,5 сек             |
| 2.0       | JS             | Typ 81 | 115 л.с. (85 кВт)  | 5 цилиндров, 1994 см³ | 187 км/ч              | 9,5 сек             |
| 2.0 U-Kat | SK             | Typ 81 | 113 л.с. (84 кВт)  | 5 цилиндров, 1994 см³ | 181 км/ч              | 11,7 сек            |
| 2.2       | KV             | Typ 81 | 136 л.с. (100 кВт) | 5 цилиндров, 2226 см³ | 200 км/ч              | 8,6 сек             |
| 2.2 G-Kat | KX/JT          | Typ 81 | 115 л.с. (85 кВт)  | 5 цилиндров, 2226 см³ | 187 км/ч              | 9,5 сек             |
| 2.2       | KV             | Typ 85 | 136 л.с. (100 кВт) | 5 цилиндров, 2226 см³ | 200 км/ч              | 9,0 сек             |
| 2.2 G-Kat | KX/JT          | Typ 85 | 120 л.с. (88 кВт)  | 5 цилиндров, 2226 см³ | 189 км/ч              | 9,6 сек             |
| 1.6 TD    | CY             | Typ 81 | 70 л.с. (51 кВт)   | 4 цилиндра, 1588 см³  | 160 км/ч              | 14,4 сек            |

#### Audi 4000
| Модель             | Объём, см³ | Внутренний код | Мощность !          |
| ------------------ | ---------- | -------------- | ------------------- |
| Audi 4000          | 1716       | DD             | 75 л.с. (55 кВт)    |
| Audi 4000S         | 2144       | WE             | 101 л.с. (74,5 кВт) |
| Audi 4000S quattro | 2226       | JT             | 121 л.с. (88 кВт)   |

### Варианты поставки

#### До августа 1981 года
- Audi 80 (базовая модель, 55 и 60 л.с.)
- Audi 80 L (расширенная комплектация, 55 и 60 л.с.)
- Audi 80 GL (люкс-комплектация, 55 и 60 л.с.)
- Audi 80 S (базовая комплектация, 75 и 85 л.с.)
- Audi 80 LS (расширенная комплектация, 75 и 85 л.с.)
- Audi 80 GLS (люкс-комплектация, 75 и 85 л.с.)
- Audi 80 D (базовая комплектация, дизельный двигатель)
- Audi 80 LD (расширенная комплектация, дизельный двигатель)
- Audi 80 GLD (люкс-комплектация, дизельный двигатель)
- Audi 80 GLE (люкс-комплектация, инжектор, 110 л.с.)

#### После августа 1981 года
- Audi 80 C (бюджетный вариант)
- Audi 80 CL (базовая модель)
- Audi 80 GL (расширенная комплектация)
- Audi 80 CD (люкс-комплектация), только с двигателем 1,9 л., 115 л.с. (5S, карбюратор до 1983 модельного года) и 2,0 л., 115 л.с (5E, инжектор с 1984 модельного года) или турбодизель 1,6 л., 70 л.с.
- Audi 80 GTE (спортивная комплектация, только с двигателем 1,8 л. 112 л.с.), замена для Audi 80 GLE с 1983 модельного года
- Audi 80 GLE (люкс-комплектация, двигатель 1,6 л. 110 л.с.), с 1983 модельного года заменена Audi 80 GTE
- Audi 80 LC (особая модель)
- Audi 80 SC (особая модель)
- Audi 80 quattro (5 цилиндров, инжектор, 136 л.с. с 1983 модельного года, а также экономичный вариант в 1984 модельном году с 5-цилиндровым двигателем 115 л.с.)

#### С августа 1984 года
- Audi 80 (базовая модель)
- Audi 80 CC (расширенная комплектация)
- Audi 80 CD (люкс-комплектация)
- Audi 80 quattro (полноприводная модель, 90 л.с.)
- Audi 80 CC quattro (расширенная комплектация, с 1985 модельного года)
- Audi 80 SC* (особая модель)
- Audi 80 GTE* (спортивная комплектация, только с инжекторным двигателем, 110 и 112 л.с.)
- Audi 80 GT* (особая модель, только в 1985—1986 модельных годах, также спортивная комплектация, бензиновый двигатель 90 л.с. или турбодизельный 70 л.с.)
- Audi 80 CS (особая модель, доступна была только в Нидерландах и Бельгии)

(*) также доступны в варианте quattro.

## 80 B3
В сентябре 1986 года Audi представила новое поколение Audi 80, которые с 1987 года появились на европейском рынке. На остальных рынках модель была представлена годом позже. Модель базировалась на новой B3 платформе (которая разорвала связь с платформами Volkswagen B-серии, не будучи тем же самым, что и платформа Passat B3). Новая модель имела новую аэродинамическую форму и оцинкованный корпус. Это был первый среднеразмерный автомобиль, который имел полностью оцинкованный корпус, что позволяло дольше противостоять коррозии. Эта защита оказалась настолько эффективной, что Audi увеличила срок гарантии от появления коррозии, срок которой на этапе подготовки производства предполагался на уровне 8 лет, но, в конце концов, была увеличена до 12 лет; Audi всё ещё продолжает использовать оцинкованные корпуса и для текущих моделей.
В отличие от предшествующей платформы, B3 продавалась по всему миру под марками Audi 80 или Audi 90, кроме того были упразднены различные варианты поставки. Audi, большей частью, перенесла существовавшие концепции силовой части на новую модель, хотя теперь на некоторых моделях двигателей был доступен инжектор. Европейским потребителям стал доступен ряд новых бензиновых и дизельных 4-цилиндровых двигателей. 5-цилиндровая Audi 90 опять была представлена как модель предназначенная для элитного рынка — более дорогой вариант стандартной модели, так же как это было и с B2 (Type 81). Теперь для всех версий была доступна система безопасности Procon-ten, которая предлагалась как альтернатива подушке безопасности. Для Audi 80/90 эта система была доступна впервые, и предлагалась опционально по цене 1000 DM. Audi 90 визуально отличалась большей шириной панели задних фонарей, окружающие номерной знак, а также передними фарами, к которым дополнительно добавились лампы дальнего света. Передняя решетка также немного отличалась. Лампы поворотников были встроены в бампер, и находились рядом с противотуманной фарой, в отличие от Audi 80, а сами бампера были выкрашены в цвет кузова. Audi 90 также обладала первым 20-клапанным двигателем от Audi, после двигателя с турбонаддувом, используемого в Audi Sport Quattro. Этот двигатель имел мощность 170 л.с. Audi 80/90 quattro имели центральный межосевой самоблокирующийся дифференциал Torsen, а задний дифференциал блокировался при скоростях ниже 25 км/ч, за чем следила электроника.
В Великобритании и Европе были доступны одинаковые версии: Volkswagen Audi Group (VAG) (позднее переименованная в Volkswagen Group) хотела обеспечить согласованность всех рынков, поэтому уровень внутренней отделки был одинаковым. Однако, в Северной Америке диапазон выбора был более ограничен: с 1988 по 1992 года был доступен выбор между инжекторным 2,3 л. и quattro 2,3 л.
С 1988 модельного года, новое 2-дверное Audi Coupé, (Typ 89) представленное в Европе, базировалось на седане B3 и укороченной колесной базой и модифицированной задней частью кузова. Модель поставлялась с двигателями 2,0 л. мощностью 115 л.с. и двумя двигателями 2,3 л. разной мощности. Позднее эта модель послужила основой для Audi B4 Coupé и Cabriolet. В названиях этих моделей опустили приставку «80», и они были известны просто как Audi Coupé и Audi Cabriolet. Из-за сильной модернизации конструкции в версии кабриолет, эта модель продолжала существовать до 2000 года, ещё долго после того, как модели B3 были заменены версиями на платформе B4.
В 1989 году (1990 модельный год) автомобиль получил новый кузов Typ 8A, внешне этот кузов мало чем отличался от предыдущей модификации Typ 89, например новый кузов имел более узкие резиновые молдинги вдоль борта. Наиболее заметные изменения произошли в подвеске: стойки стабилизатора, в передней подвеске, теперь имеют шарниры и связывают стабилизатор поперечной устойчивости с амортизационной стойкой.
В 1989 году, для 1990 модельного года, Северная Америка получила модели Audi Coupé quattro и Audi 90 quattro, которые имели 5-цилиндровый (I5) 20-клапанный двигатель объёмом 2,3 л. мощностью 164 л.с. (122 кВт). Считается, что эти автомобили выполнены в стиле «Gran Turismo» — автомобиль повышенной комфортности со спортивными наклонностями, как противоположность специального легковесного спортивного автомобиля. Весящие между 1380 кг (седан 1990 года) и 1500 кг (купе 1991 года), эти автомобили не были легковесными, особенно с учётом 164-сильной силовой части. Эти автомобили могут быть распознаны по своим характерным колёсам (Audi Coupé quattro имеет 15-дюймовые колеса «Speedline», Audi 90 quattro имеет 14-дюймовые BBS Mesh или 15-дюймовые «Speedline»). Эти автомобили отличаются от обычных Audi 80/90 несколькими особенностями. Заметные отличия включают стандартный кожаный интерьер с отделкой из дерева, дополнительные датчики, смонтированные в низу центральной консоли, центральный ведущий вал из углеродного волокна и кнопка, блокирующая задний дифференциал. Audi Coupé quattro внешне похожа на европейскую Audi S2, но не имеет двигателя с турбонаддувом, как S2.
Последние Audi 80/90 B3 были проданы в северной америке как модели 1992 года; в Европе все B3 были сняты с производства в конце 1991 модельного года, чтобы уступить место серии B4; однако известно, что несколько Audi 90 Sport quattro с двигателем 2,3 л. 20V сошли с конвейера уже в начале 1992 года. После 1991 года название «Audi 90» было ликвидировано и все автомобили, продаваемые в Европе, шли под маркой «Audi 80».
Автомобиль приобрёл огромную популярность в странах СНГ и широко представлен на вторичном рынке.

### Галерея

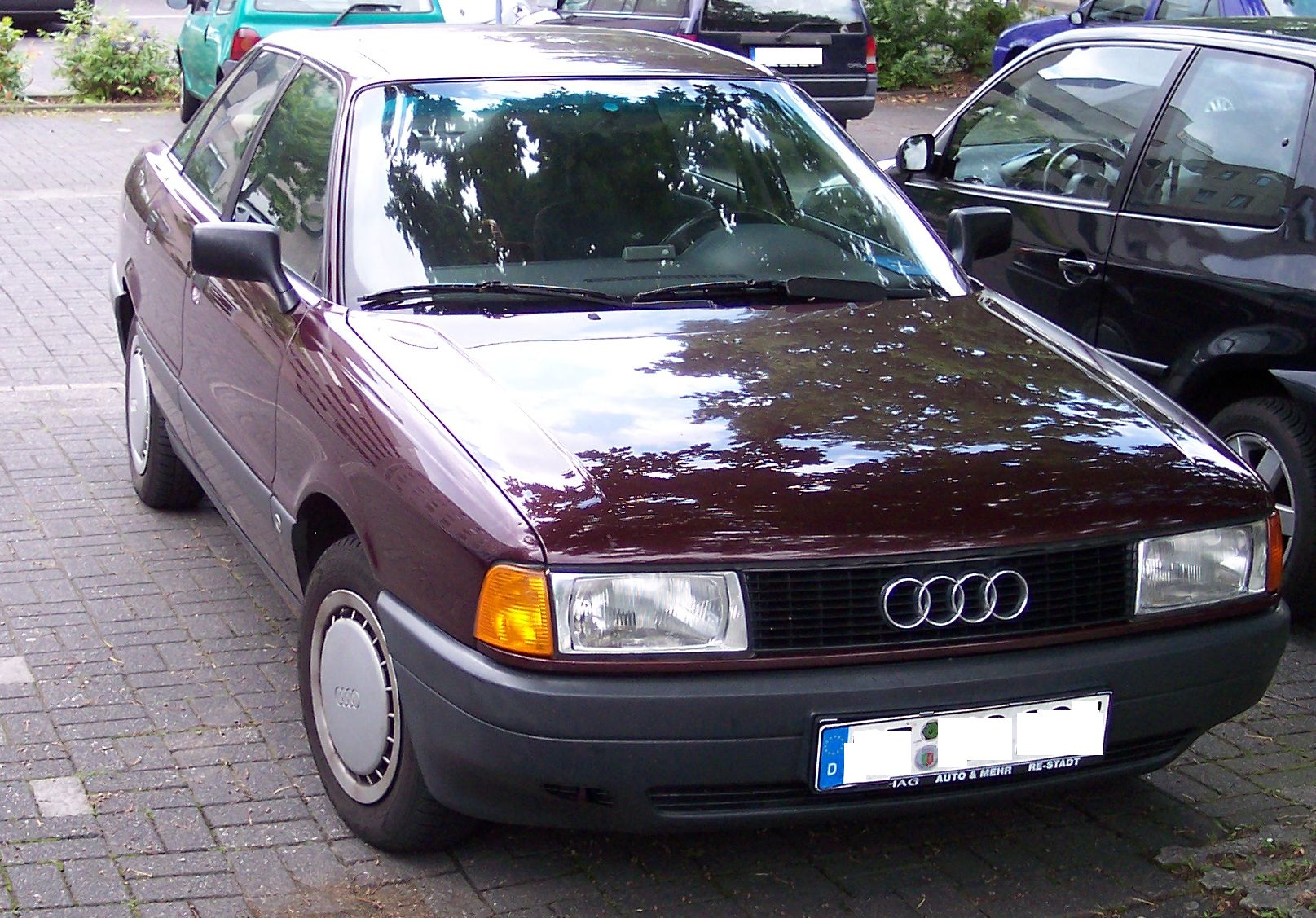
Audi 80 B3 (вид спереди)
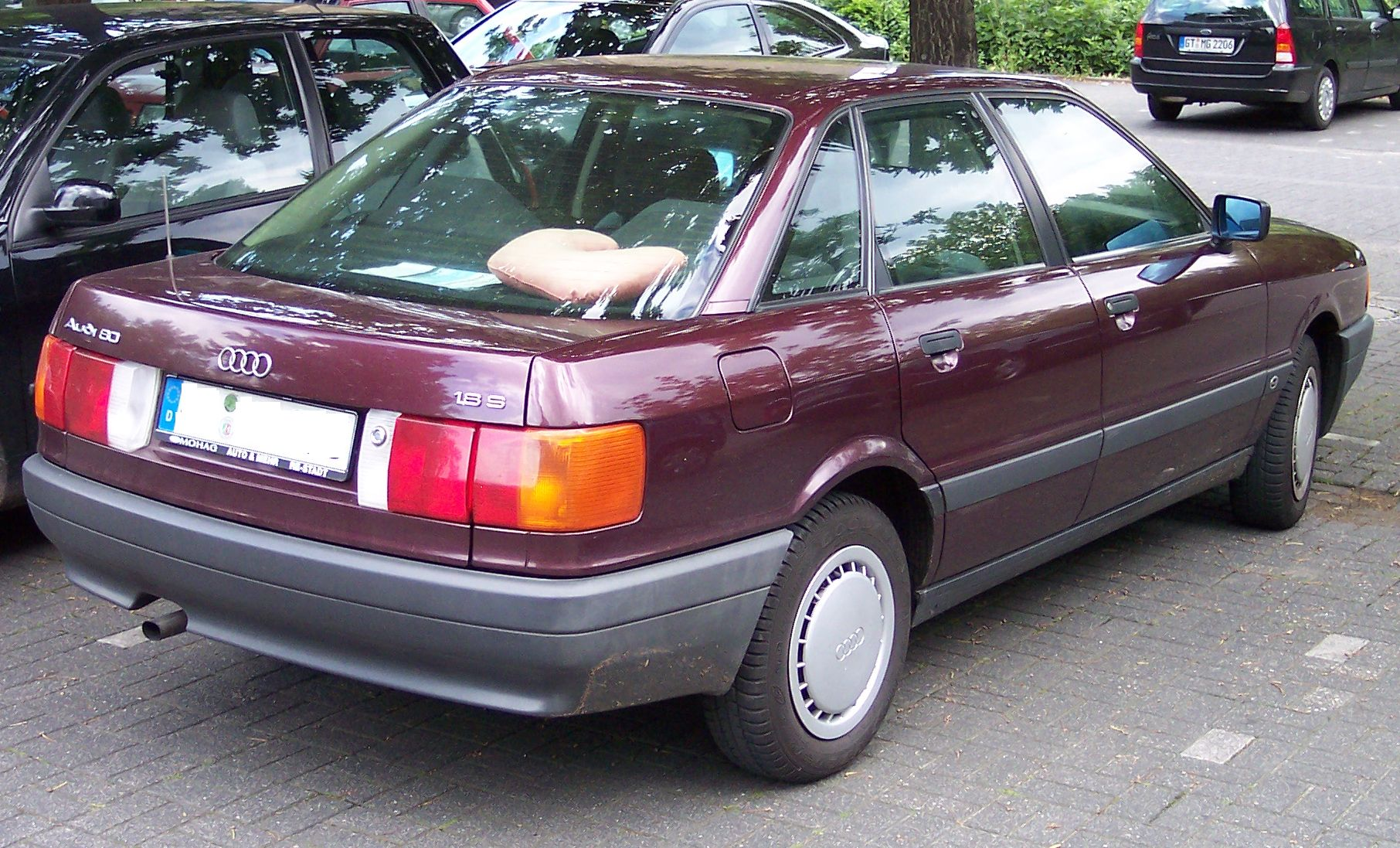
Audi 80 B3 (вид сзади)
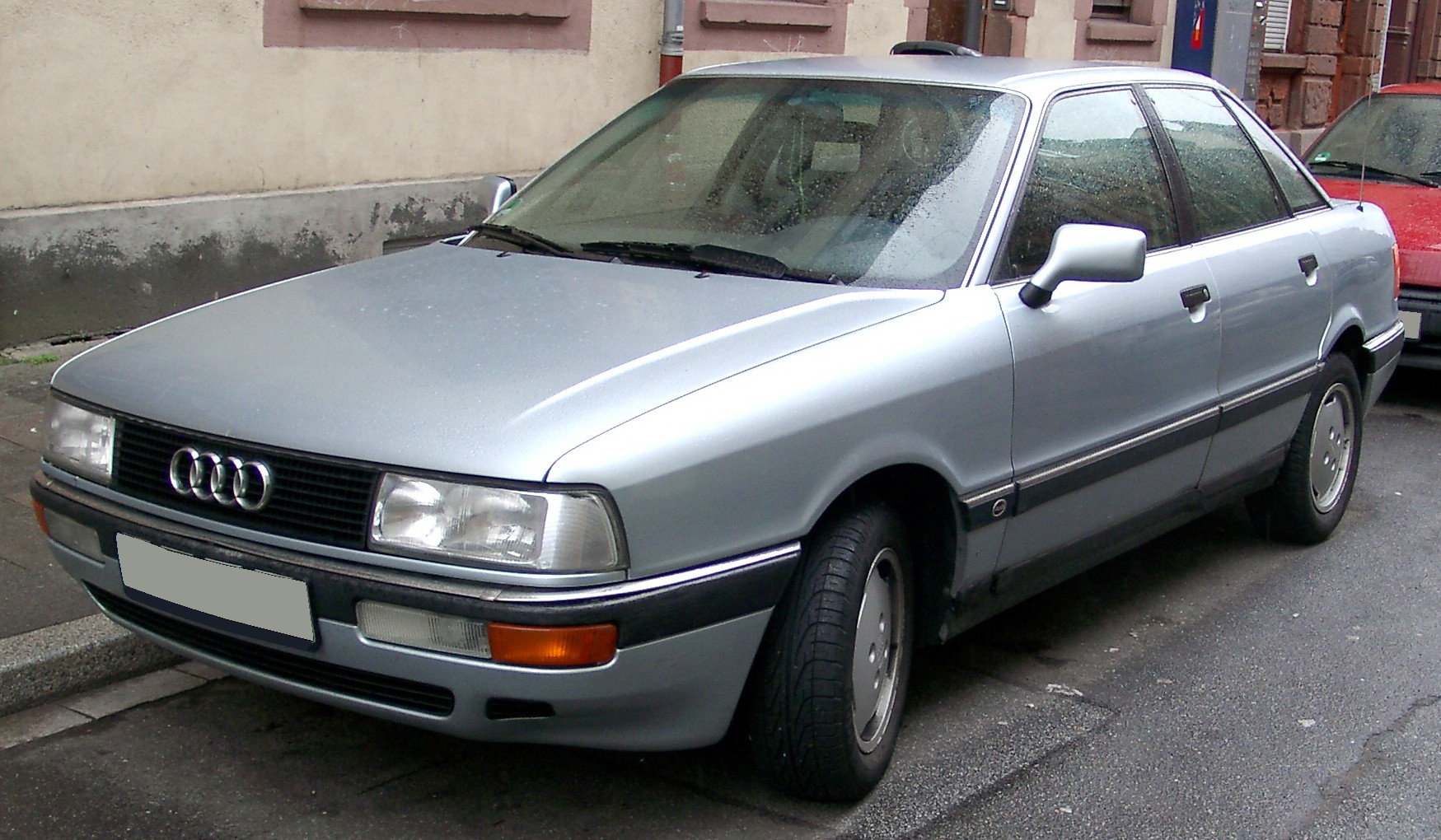
Audi 90 B3 (вид спереди)
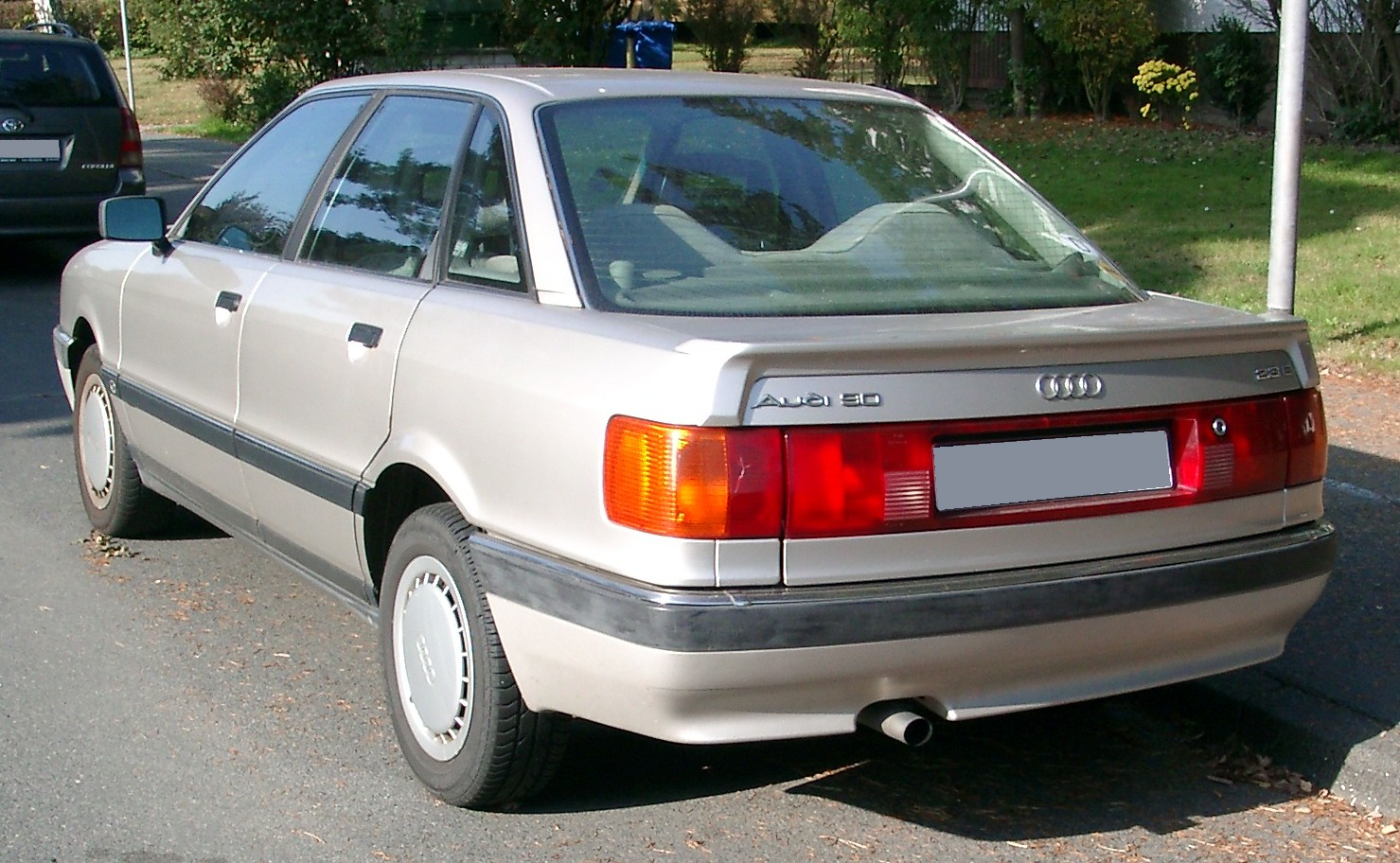
Audi 90 B3 (вид сзади)
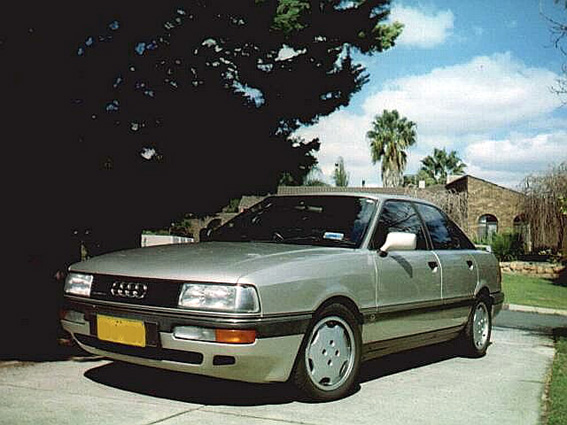
Audi 90 quattro 20V

### Варианты двигателя
В целом, Audi 80 поставлялась со следующим рядом двигателей, хотя не все из них были доступны за пределами Германии.
- С каталитическим дожигателем выхлопных газов

| Модель          | Объём двигателя | Мощность при об/мин      | Вращающий момент при об/мин | Подача топлива | Буквенный код | Макс. скорость км/ч | Примечания                          |
| --------------- | --------------- | ------------------------ | --------------------------- | -------------- | ------------- | ------------------- | ----------------------------------- |
| Audi 80         | 1,4 л. 1399 см³ | 65 л.с. (48 кВт) @ 5200  | 110 Н•м @ 3000              | Карбюраторный  | SE            | ?                   | Только для греческого рынка         |
| Audi 80         | 1,6 л. 1595 см³ | 68 л.с. (51 кВт) @ 5200  | 123 Н•м @ 2700              | Карбюраторный  | PP            | 190                 | Только для австрийского рынка       |
| Audi 80         | 1,6 л. 1595 см³ | 74 л.с. (55 кВт) @ 5200  | 125 Н•м @ 2700              | Карбюраторный  | RN            | 170                 |                                     |
| Audi 80         | 1,6 л. 1595 см³ | 101 л.с. (75 кВт) @ 6300 | 135 Н•м @ 3500              | MPFI           | ABB           | ?                   | Только для некоторых внешних рынков |
| Audi 80 1.8     |                 |                          |                             |                |               |                     | выпускался с 1989 года              |
| Audi 80 1.8auto |                 |                          |                             |                |               |                     | выпускался с 1989 года              |
| Audi 80 1.8S    | 1,8 л. 1781 см³ | 89 л.с. (66 кВт) @ 5200  | 150 Н•м @ 3300              | Карбюраторный  | NE            | 180                 |                                     |
| Audi 80 1.8E    | 1,8 л. 1781 см³ | 112 л.с. (82 кВт) @ 5800 | 160 Н•м @ 3400              | MPFI           | DZ            | 194                 |                                     |

- Без каталитического дожигателя выхлопных газов

| Модель               | Объём двигателя | Мощность при об/мин        | Вращающий момент при об/мин | Подача топлива | Буквенный код | Макс. скорость км/ч | Примечания                    |
| -------------------- | --------------- | -------------------------- | --------------------------- | -------------- | ------------- | ------------------- | ----------------------------- |
| Audi 80              | 1,6 л. 1595 см³ | 68 л.с. (51 кВт) @ 5200    | 118 Н•м @ 2700              | Карбюраторный  | PP            | 168                 | Только для австрийского рынка |
| Audi 80              | 1,8 л. 1781 см³ | 74 л.с. (55 кВт) @ 4500    | 140 Н•м @ 2500              | Карбюраторный  | RU            | 167-170             |                               |
| Audi 80 1.8S         | 1,8 л. 1781 см³ | 88 л.с. (65 кВт) @ 5200    | 142 Н•м @ 3300              | Карбюраторный  | SF            | 179                 |                               |
| Audi 80 1.8S         | 1,8 л. 1781 см³ | 90 л.с. (66 кВт) @ 5500    | 142 Н•м @ 3250              | SPFI           | PM            | 182                 |                               |
| Audi 80 1.8S         | 1,8 л. 1781 см³ | 89 л.с. (66 кВт) @ 5400    | 140 Н•м @ 3350              | SPFI           | JN            | 180                 |                               |
| Audi 80 1.8S quattro | 1,8 л. 1781 см³ | 89 л.с. (66 кВт) @ 5400    | 145 Н•м @ 3350              | SPFI           | JN            | 180                 |                               |
| Audi 80 1.9D         |                 |                            |                             |                |               |                     |                               |
| Audi 80 1.9E         | 1,9 л. 1847 см³ | 113 л.с. (83.1 кВт) @ 5600 | 160 Н•м @ 3400              | MPFI           | SD            | 195                 |                               |
| Audi 80 2.0E         | 2,0 л. 1984 см³ | 110 л.с. (82 кВт) @ 5300   | 168 Н•м @ 3250              | MPFI           | 3A            | 192-196             |                               |
| Audi 80 2.0E         | 2,0 л. 1984 см³ | 115 л.с. (85 кВт) @ 5400   | 168 Н•м @ 3700              | MPFI           | AAD           | 200                 |                               |
| Audi 80 16V          | 2,0 л. 1984 см³ | 135 л.с. (101 кВт) @ 5800  | 181 Н•м @ 4500              | MPFI           | 6A            | 208                 |                               |

- Дизельные двигатели

| Модель              | Объём двигателя | Мощность при об/мин     | Вращающий момент при об/мин | Буквенный код | Макс. скорость км/ч | Примечания                    |
| ------------------- | --------------- | ----------------------- | --------------------------- | ------------- | ------------------- | ----------------------------- |
| Audi 80 Diesel      | 1,6 л. 1588 см³ | 50 л.с. (37 кВт) @ 4800 | 97 Н•м @ 2700-3200          | ?             | 153                 | Только для австрийского рынка |
| Audi 80 Diesel      | 1,6 л. 1588 см³ | 54 л.с. (40 кВт) @ 4800 | 100 Н•м @ 2700-3200         | JK            | 153                 |                               |
| Audi 80 Diesel      | 1,9 л. 1896 см³ | 67 л.с. (50 кВт) @ 4400 | 127 Н•м @ 2200—2600         | 1Y            | 165                 |                               |
| Audi 80 Turbodiesel | 1,6 л. 1588 см³ | 79 л.с. (59 кВт) @ 4500 | 152/155 Н•м @ 2300—2800     | RA/SB         | 174                 |                               |

- Audi 90[12]

| Модель            | Объём двигателя | Мощность при об/мин        | Число цилиндров | Буквенный код | Макс. скорость км/ч | Разгон 0-100 км/ч |
| ----------------- | --------------- | -------------------------- | --------------- | ------------- | ------------------- | ----------------- |
| Audi 90 2.0       | 2,0 л. 1994 см³ | 115 л.с. (85 кВт)          | 5               | PS            | 196                 | 10,2 сек          |
| Audi 90 2.0 20V   | 2,0 л. 1994 см³ | 160 л.с. (118 кВт)         | 5               | NM            | 215                 | 8,9 сек           |
| Audi 90 2.2 E     | 2,2 л. 2226 см³ | 136 л.с. (100 кВт)         | 5               | KV            |                     |                   |
| Audi 90 2.3 E     | 2,3 л. 2309 см³ | 133/136 л.с. (98/100 кВт)  | 5               | NG            | 206                 | 9,2 сек           |
| Audi 90 2.3 E 20V | 2,3 л. 2309 см³ | 170/167 л.с. (125/123 кВт) | 5               | 7A            | 220                 | 8,6 сек           |
| Audi 90 1.6TD     | 1,6 л. 1588 см³ | 80 л.с. (59 кВт)           | 4               | RA/SB         | 174                 | 14,6 сек          |

Примечания:

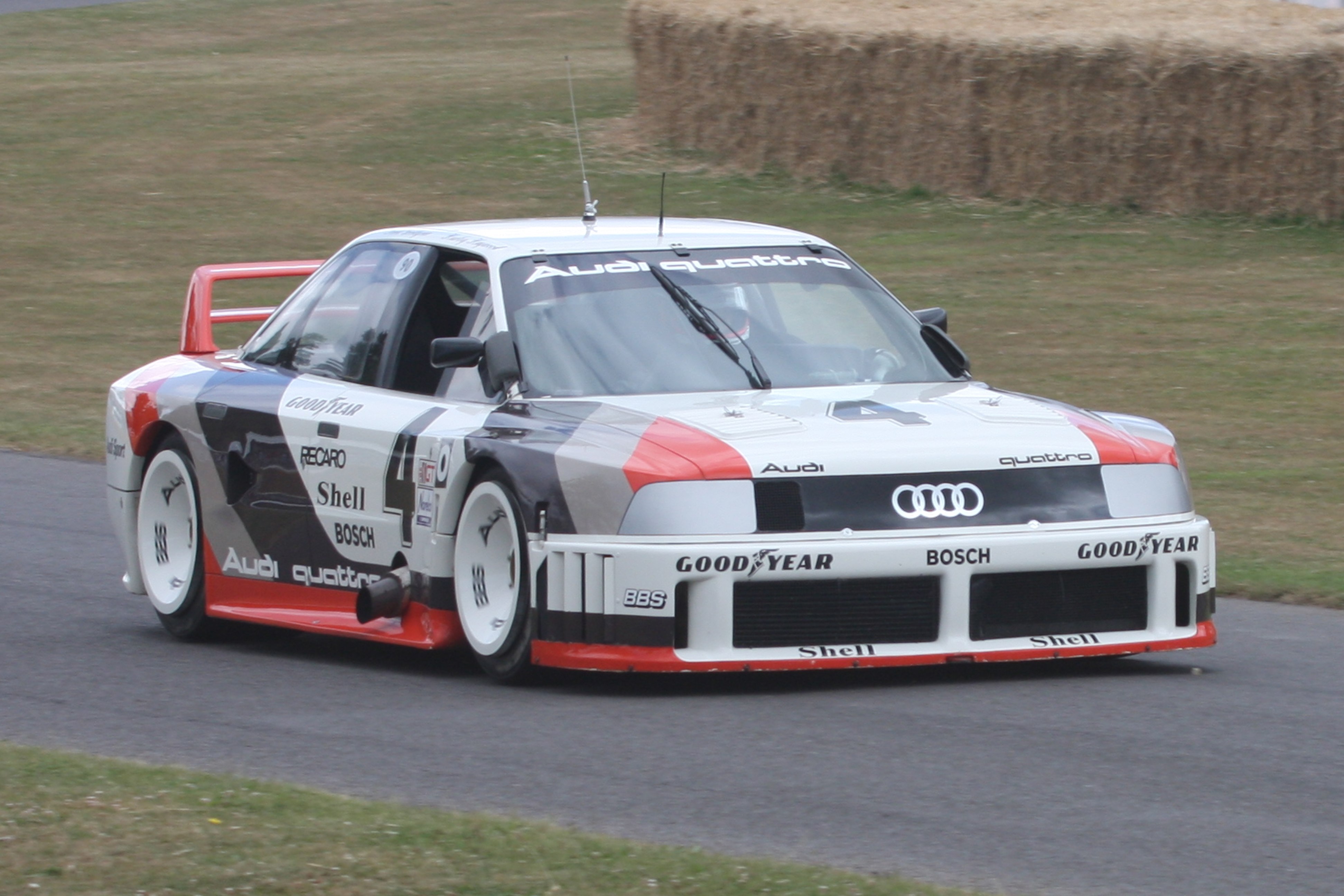
1989 Audi Quattro IMSA GTO

1. В начале 1990 мощность двигателей NG и 7A уменьшилась на 3 л.с. Это связано с тем, что в двигателе NG был изменён распределительный вал, а в 7A изменён инжектор.
2. Разгон от 0 до 100 км/ч у двигателя 7А с полным приводом quattro на 0,2 сек быстрее; все варианты с автоматической КПП примерно на 2 сек. медленнее.

## 80 B4
В 1991 году была произведена большая модернизация B3, результатом этого стало появление платформы B4 (или Typ 8C). Среди некоторых изменений можно отметить следующие (по сравнению с Audi 80 B3 Typ 89):
- Опционально стали доступны подушки безопасности (с 1994 модельного года подушка безопасности у водителя стала доступна в базовой комплектации, а опционально предлагалась подушка для переднего пассажира);
- Изменены бампера и фары, кроме того, купе, кабриолет и RS2 получили бампера и фары отличные от Audi 80
- Изменена крышка капота, в который теперь была объединена с радиаторной решёткой, более выпуклые колёсные дуги, более длинный багажник и новая форма кормы;
- Немного увеличена колёсная база;
- Теперь автомобиль комплектовался 15-дюймовыми колёсами (195/65/15), в то время как с Audi 80 B3 Typ 89 шли 14-дюймовые колеса;
- По новому сконструированный задний мост, и бензобак, чтобы получить возможность использовать откидные сиденья. Задняя подвеска переднеприводных модификаций упростилась — из неё убрали Панар-штангу, а независимая задняя подвеска всех полноприводных Audi 80 и S2 стала многорычажной;
- Изменена форма багажника, которую, в своё время, часто критиковали у Typ 89;
- Изменён климат-контроль;
- Откидные спинки задних сидений (хотя существуют и экземпляры с неподвижными спинками);
- Улучшенная звукоизоляция;
- Более высококачественные материалы, используемые в отделке салона (обивка сидений и панели).

B4 также отметился началом движения Audi в сегмент среднеразмерных автомобилей повышенной комфортности, в котором до этого господствовали Mercedes-Benz и BMW. На европейском, в частности германском, рынке B4 и её варианты были очень успешны и популярны.
В Европе имя '90' было отменено и все седаны выпускались под маркой Audi 80, независимо от того, какой двигатель они имели. В Америке Audi пошла в противоположном направлении, и все седаны продавались как Audi 90. B4 на американском рынке обычно поставлялся в более богатой комплектации, чем стандартная версия: коробка-автомат, круиз-контроль, кондиционер и кожаные сидения, в Европе всё это поставлялось лишь опционально.
Модели с 6-цилиндровым двигателем V6 отличались от других автомобилей семейства, тем, что передние поворотники были встроены в передний бампер. Кроме того, в купе, кабриолете и RS2 в передний бампер была встроена ещё одна пара галогеновых ламп, а корпус наружного зеркала заднего вида и дверные ручки были выкрашены в цвет автомобиля. Модели с двигателем V6 и системой quattro можно узнать по двойной выхлопной трубе. Модель TDI также имеет двойную выхлопную трубу, которая согнута вниз для лучшего отвода сажи. Модели B4 quattro имели колесную базу короче на 1 см, по отношению к остальным моделям этого поколения, вследствие этого, задние колеса находились немного ближе к центру кузова, чем у переднеприводного варианта. Также у моделей quattro, по сравнению с переднеприводным вариантом, немного более широкий задний мост. Задние фонари у Audi 80 B4 Avant были аналогичны тем, что использовались в Audi 80 B3 Typ 89.
Из-за инструкций Министерства транспорта США относительно передних фар и безопасности конструкции при аварии, передняя часть B4 автомобилей продаваемых на североамериканском рынке была специально модифицирована. Передний бампер был модернизирован, чтобы приспособить амортизаторы столкновения, которые не требовались в Европе; в результате этого североамериканский вариант B4, в отличие от европейских V6 моделей, не имел двойных H1/H4 передних фар, поворотники (которые, в отличие от Европы, были оранжевыми) были размещены рядом с передними фарами, но не в бампере, а противотуманные фары были сделаны меньше и опущены в углы воздуховода бампера.

На европейском рынке теперь был доступен выбор между 4-цилиндровыми двигателями, хорошо знакомым I5 и двумя V6 двигателями (объёмом 2,6 и 2,8 л.); двигатель 2,8 V6 был доступен только для автомобилей продаваемых в Северной Америке. Также Audi представила новый высокомоментный дизельный двигатель с турбонаддувом и прямым впрыском — 1,9 л. TDI 90 л.с. Стандартный бензиновый двигатель объёмом 1,8 л. был снят с производства, а 2-литровый 4-цилиндровый бензиновый двигатель, мощностью 90 л.с., разновидность ранее известного 113-сильного двигателя 2.0E, теперь была доступна для базовой модели.

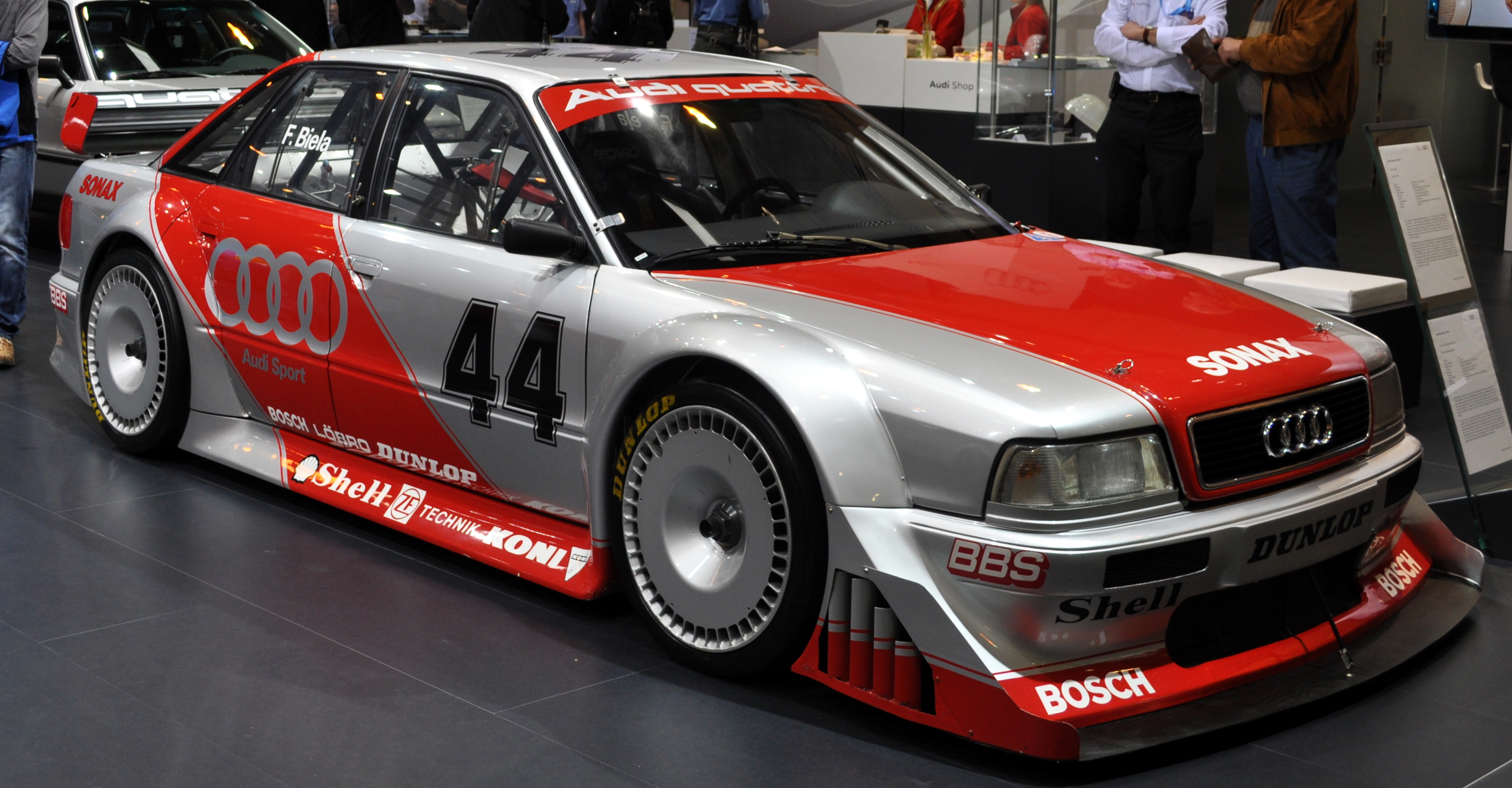
Гоночная Audi 80 DTM

C 1994 модельного года в Европе выпускается новая модель. Она отличается от стандартной B4 более богатой комплектацией: наружные зеркала заднего вида с электроприводом, литые алюминиевые диски (Speedline-10-Speichen-Design 205/60 R15 V), кондиционер, подушка безопасности у водителя, подголовники и др.
Все бензиновые версии могли быть заказаны с постоянным полным приводом quattro; в то же время, однако, они могли быть укомплектованы только 5-ступенчатой механической коробкой передач. Кроме того, Audi изготовила около 2500 экземпляров Quattro Competition для немецкого и европейского рынков. Это была уличная гомологизация гоночного автомобиля Super Tourenwagen Cup (STW), построенного на платформе B4 и имевшего кузов типа седан, полный привод и модифицированный 16-клапанный двигатель объёмом 2,0 л. и мощностью 137 л.с. Снаружи Quattro Competition имеет такие же бампера, как и Audi S2, и заднее антикрыло, установленное на багажнике. Вместе с тем Audi S2 и Audi RS2, Quattro Competition стала всё более и более редкой и очень популярным коллекционным экземпляром.
Вместе с седаном, Audi производила, на базе платформы B4, универсалы Audi 80 Avant (с 1992 года) и кабриолеты Audi Cabriolet, который в большей степени был основан на базе Audi Coupé, это означало, что Audi теперь предлагала европейским покупателям седан, купе, кабриолет и универсал на базе Audi 80. Для североамериканского рынка, однако, Audi продавала купе только в течение 1990 и 1991 модельного года, а универсал официально никогда не продавался. Кабриолет первоначально был доступен с двигателем I5 объёмом 2,3 л., позднее появился I4 2,0 л., а ещё позже V6 2,6 л.
Седан B4 был снят с производства в конце 1994 модельного года (в Северной Америке продажи продолжались также в 1995 году). Avant и купе были сняты в 1995/1996. Кабриолет же продолжали производить до 2000 года. В 1998 модельном году автомобиль подвергся небольшой, еле заметной, модернизации в европейской версии: небольшой редизайн бамперов и доски приборов, проекционные линзы (англ. projection lens) передних фар, а также стало доступно больше опций. В дополнение к этому редизайну, для европейского рынка была представлена специальная версия, под именем Sunline. Помимо всего прочего, этот автомобиль был оборудован кондиционером, кожаной отделкой салона, 16-дюймовыми литыми дисками, рулевым колесом отделанным кожей.
Купе и кабриолет были удачно заменены первым поколением Audi TT с кузовом купе и родстер, продаваемых между 1998 и 2006 годами. В 1995 модельном году седан на платформе B4 был заменён автомобилем Audi B5, а позднее, почти сразу же в этом же году, вышла и новая Audi A4 и Audi A4 Avant (универсал). Среднеразмерный кабриолет не был доступен до 2002 года, когда был представлен Audi A4 Cabriolet. В 2008 году Audi представила своё новое среднеразмерное купе, которое известно как Audi A5.

### Галерея

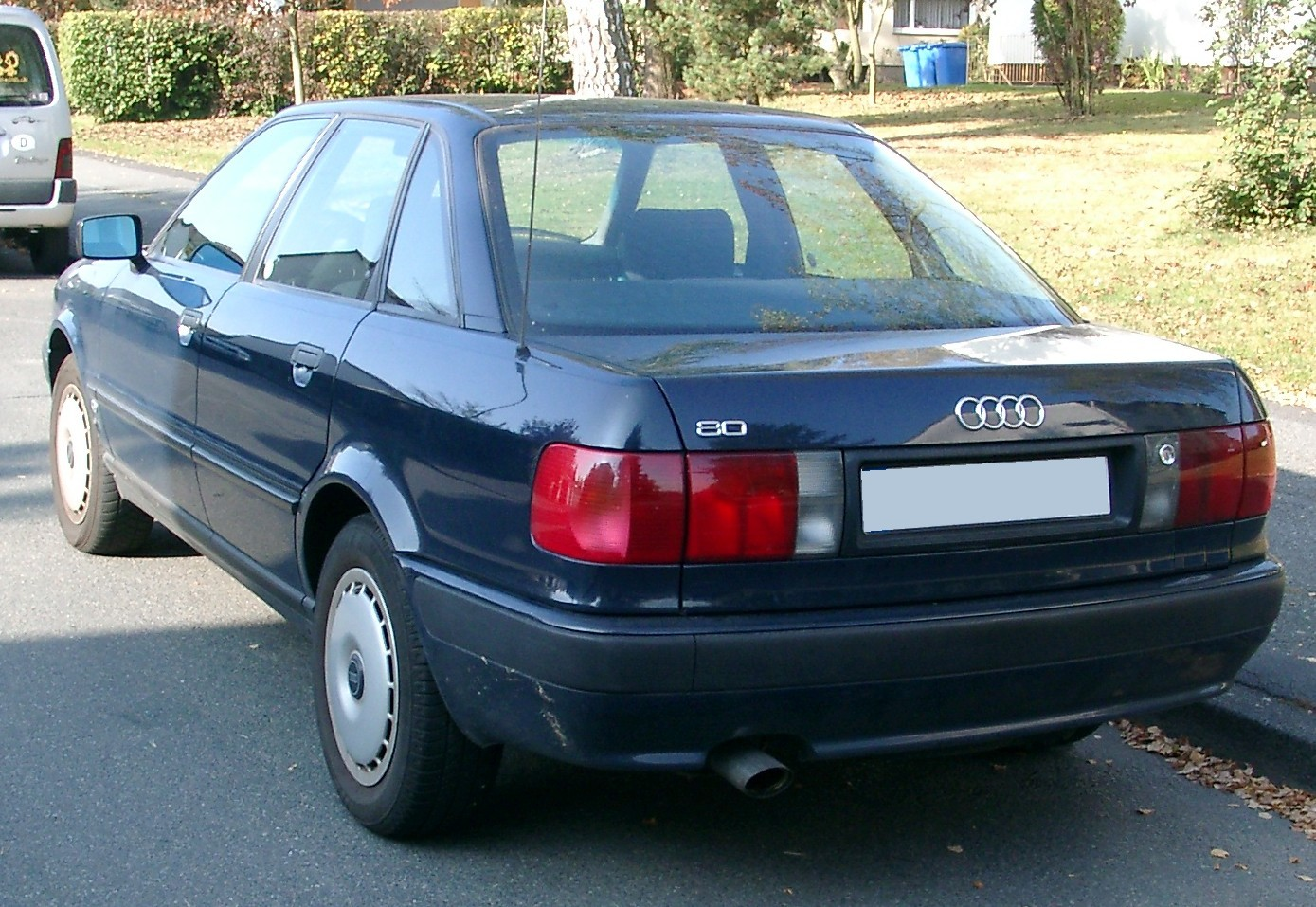
Audi 80 (B4), вид сзади
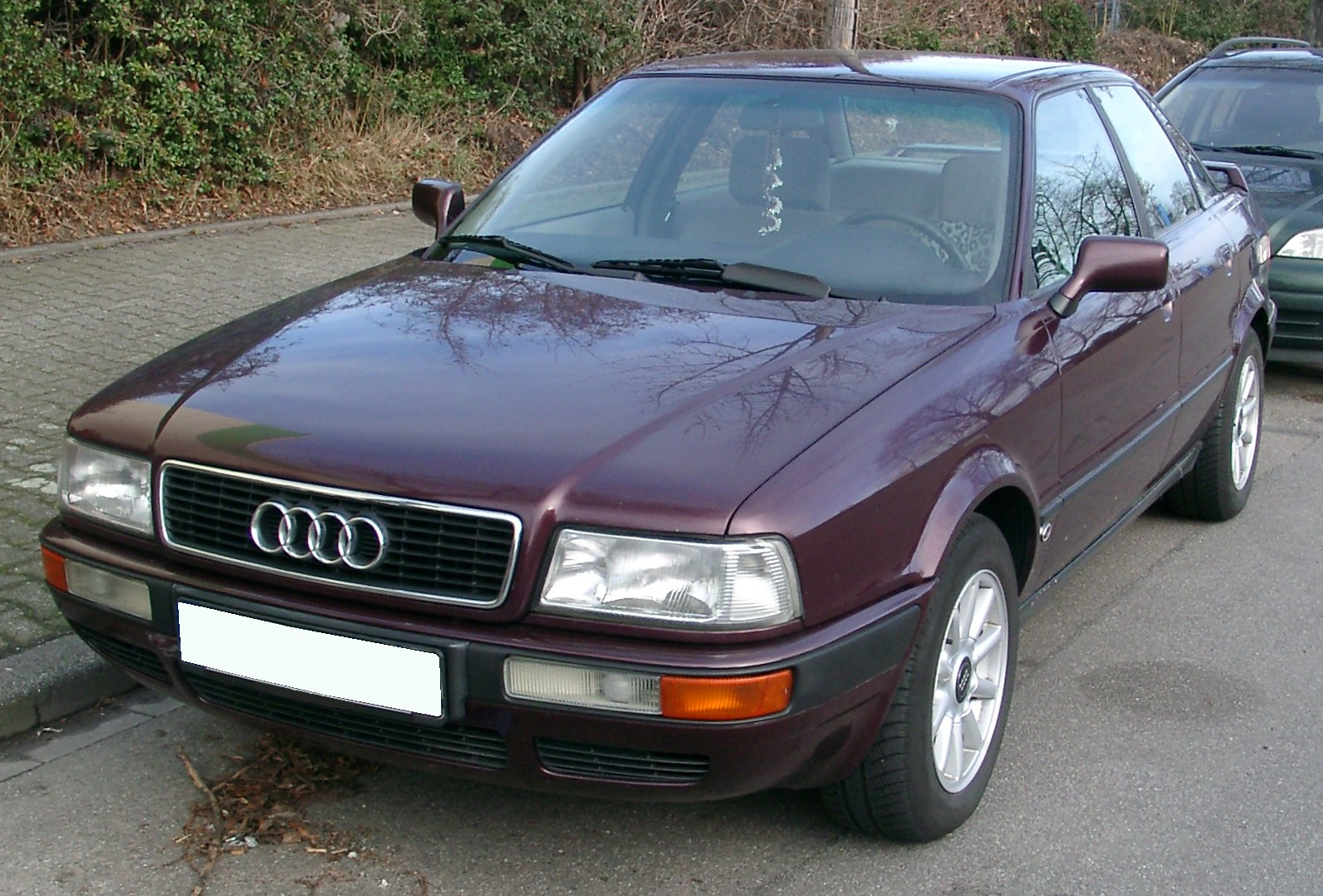
Audi 80 B4 V6, 1992
Audi 90 Cabrio (Североамериканский экземпляр)
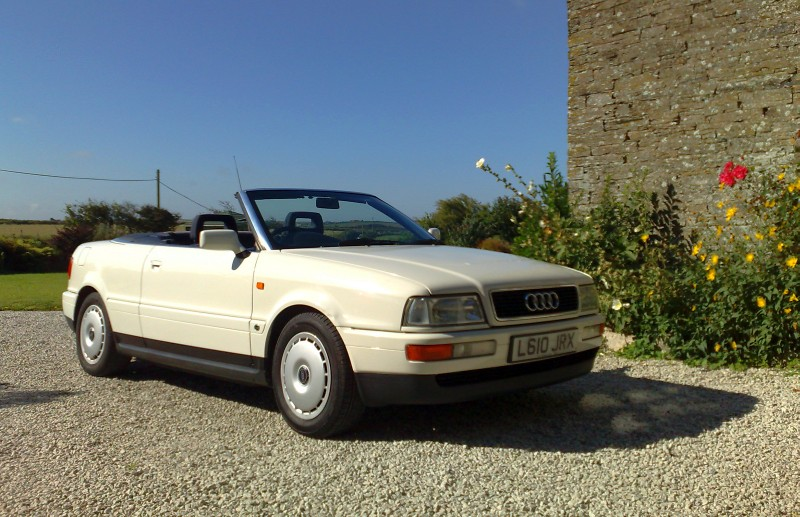
Audi Cabrio (Европейская модель), 1994 год
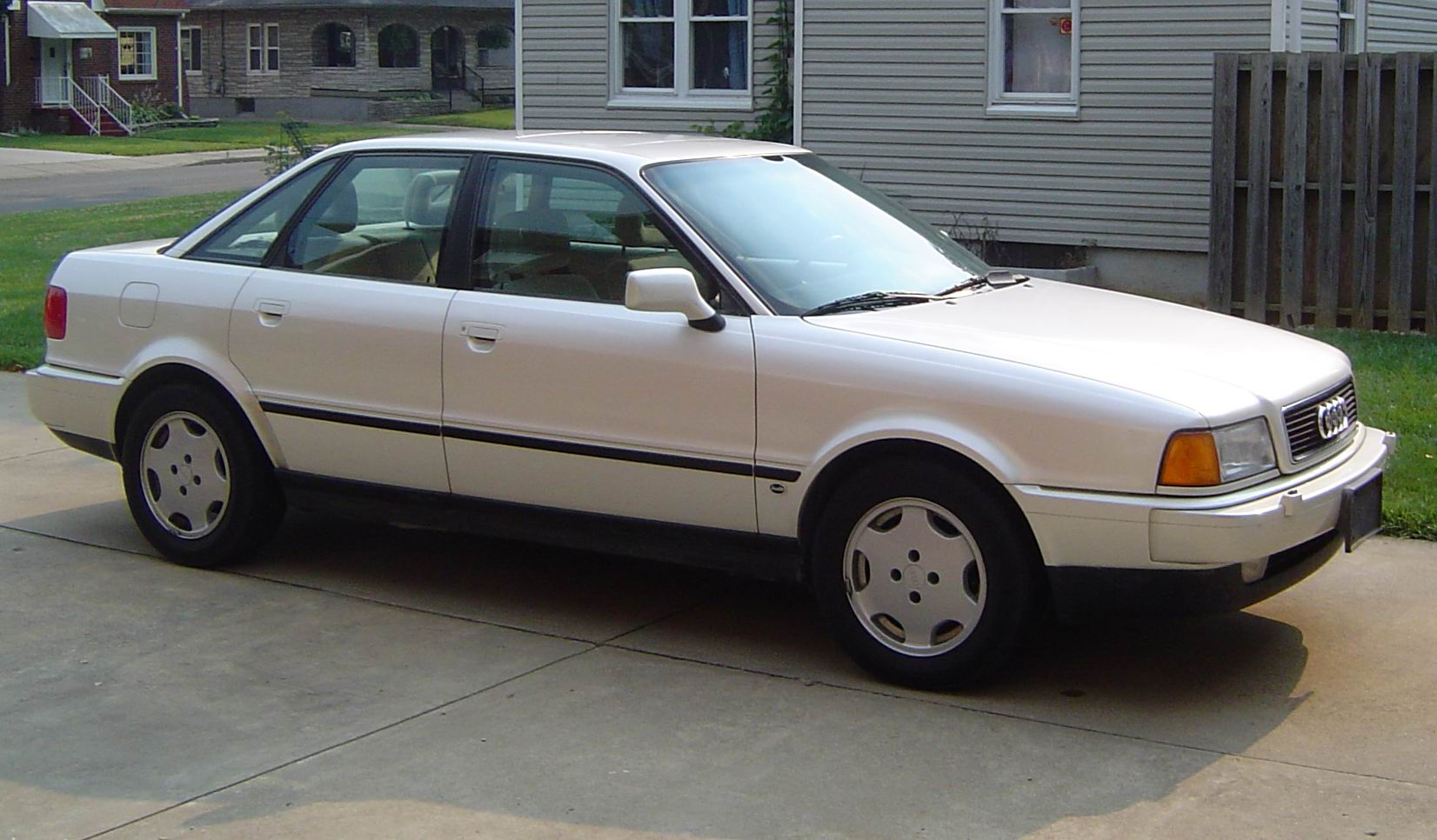
1993 Audi 90 S (Северная Америка)

Это поколение Audi 80 предлагалось как 2-дверный кабриолет, 2-дверный и 4-дверный седан, а также как 5-дверный универсал (Audi 80 Avant).

### Варианты двигателя

#### Бензиновые двигатели
| Модель                             | Объём см³ | Число клапанов | Макс. мощность при об/мин | Макс. крутящий момент при об/мин | Буквенный код | Макс. скорость км/ч |
| ---------------------------------- | --------- | -------------- | ------------------------- | -------------------------------- | ------------- | ------------------- |
| Рядный 4-цилиндровый двигатель     |           |                |                           |                                  |               |                     |
| 1.6                                | 1595      | 8              | 71 л.с. (52 кВт) @ 5400   | 120 Н·м @ 3000                   | ABM           | 162                 |
| 1.6E                               | 1595      | 8              | 101 л.с. (75 кВт) @ 6000  | 130 Н·м @ 3200                   | ADA           | 182                 |
| 2.0                                | 1984      | 8              | 90л.с. (66 кВт) @ 5400    | 148 Н·м @ 3000                   | ABT           | 177                 |
| 2.0E                               | 1984      | 8              | 116 л.с. (85 кВт) @ 5400  | 168 Н·м @ 2500                   | ABK           | 187-190             |
| 2.0E 16V                           | 1984      | 16             | 140 л.с. (101 кВт) @ 5800 | 181 Н·м @ 4500                   | ACE           | 198-201             |
| Рядный 5-цилиндровый двигатель     |           |                |                           |                                  |               |                     |
| 2.3E                               | 2309      | 10             | 133 л.с. (98 кВт) @ 5500  | 186 Н·м @ 4000                   | NG            | 197-200             |
| S2                                 | 2226      | 20             | 230 л.с. (169 кВт) @ 5900 | 350 Н·м @ 1950                   | ABY           | 248                 |
| RS2 Avant                          | 2226      | 20             | 315 л.с. (232 кВт) @ 6500 | 410 Н·м @ 3000                   | ADU           | 262                 |
| 6-цилиндровый V-образный двигатель |           |                |                           |                                  |               |                     |
| 2.6E                               | 2598      | 12             | 150 л.с. (110 кВт) @ 5500 | 225 Н·м @ 3500                   | ABC           | 220                 |
| 2.8E                               | 2771      | 12             | 174 л.с. (128 кВт) @ 5500 | 250 Н·м @ 3000                   | AAH           | 240                 |

Примечания:
1. Двигатель 2.0 ABK был базовым в Германии;
2. Двигатели ABY и ADU имели турбонаддув.

#### Дизельные двигатели
| Модель                         | Объём см³ | Число клапанов | Макс. мощность при об/мин | Макс. крутящий момент при об/мин | Буквенный код | Макс. скорость км/ч |
| ------------------------------ | --------- | -------------- | ------------------------- | -------------------------------- | ------------- | ------------------- |
| Рядный 4-цилиндровый двигатель |           |                |                           |                                  |               |                     |
| 1.9 TD                         | 1896      | 8              | 75 л.с. (55 кВт) @ 4200   | 150 Н·м @ 2400                   | AAZ           | 162                 |
| 1.9 TDI                        | 1896      | 8              | 90 л.с. (66 кВт) @ 4000   | 182 Н·м @ 2300                   | 1Z            | 174                 |
| 1.9 TDI auto                   | 1896      |                |                           |                                  |               |                     |

Примечания:
1. В 1.9 TDI был также установлен интеркулер (англ. intercooler).

### Модификации
- Audi 80 80 2.3 E Quattro Седан 1991
- Audi 80 80 2.6 E Quattro Седан 1992
- Audi 80 Avant 1.9 TDI Универсал 1994
- Audi 80 Avant 1.9 TDI Универсал 1992
- Audi 80 Avant 1.9 TDI auto Универсал 1992
- Audi 80 Avant 2.0 E 115pk Универсал 1992
- Audi 80 Avant 2.0 E 115pk auto Универсал 1992
- Audi 80 Avant 2.0 E 90pk Универсал 1992
- Audi 80 Avant 2.0 E 90pk auto Универсал 1992
- Audi 80 Avant 2.3 E Универсал 1992
- Audi 80 Avant 2.6 E Универсал 1992
- Audi 80 Avant 2.6 E auto Универсал 1992
- Audi 80 Avant 2.6 E Quattro Универсал 1992
- Audi 80 Avant 2.8 E Универсал 1993
- Audi 80 Avant 2.8 E auto Универсал 1993
- Audi 80 Avant 2.8 E Quattro Универсал 1993

### Audi S2

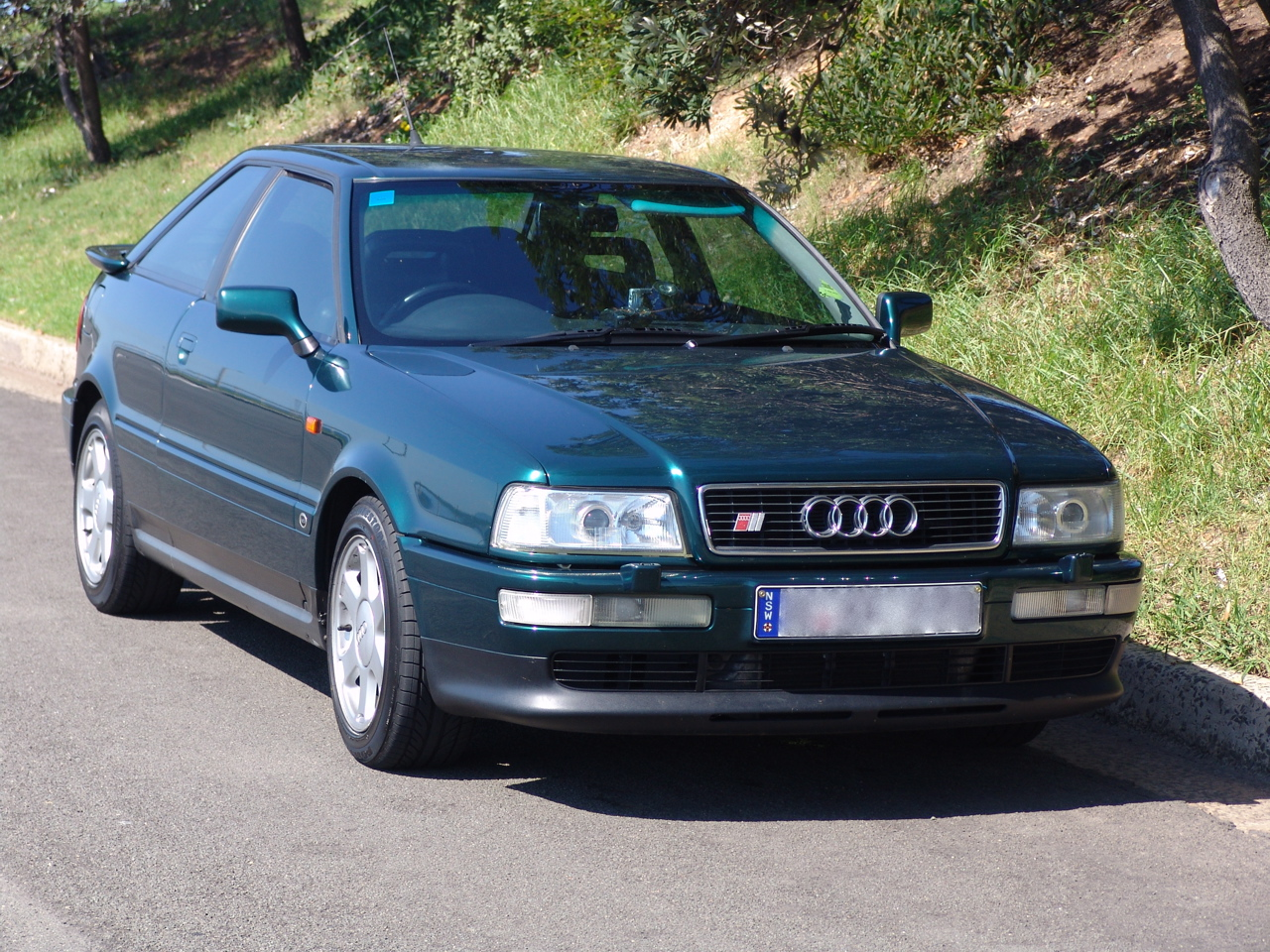
Audi S2 Coupé

В 1991 году Audi разработала спортивную версию Audi 80/90 серии S, названную Audi S2. Автомобиль имел бензиновый 20-клапанный двигатель с турбонаддувом объёмом 2,2 л. и мощностью 220 л.с., изготовленный на основе двигателя используемого в Audi Sport Quattro. Похожая версия двигателя была использована в Audi 200 20V и в Audi S4, построенной на основе Audi 100 ('Ur-S4'). Автомобиль также имел постоянный полный привод quattro и механическую коробку передач, предназначенную для работы в тяжелом режиме, изначально трансмиссия была 5-ступенчатой, а с 1993 года, с переходом на платформу B4, заменена на 6-ступенчатую.
Первоначально Audi S2 была доступна только как 3-дверное спортивное купе, но позднее, в 1993 году, была представлена 5-дверная Audi S2 Avant и ограниченное количество 4-дверных седанов, которых было произведено только 306 экземпляров. Audi S2 седан и Avant базировались на платформе B4 и имеют в системе поддержки задней оси много схожих элементов с более поздней Audi A4 B5 quattro. Платформа B4 Audi S2 Avant также использовалась с 1993 по 1995 года как основа для Audi RS2 Avant — супер спортивный универсал, который был модернизирован Porsche для Audi.
Доступный, изначально, с двигателем мощностью 220 л.с., позднее, Audi S2, комплектовался двигателем мощностью 230 л.с. Автомобиль разгонялся от 0 до 100 км/ч за 5,8 секунд и имел максимальную скорость 246 км/ч. Audi S2 Avant разгонялся до 100 км/ч за 6,1 секунд и имел максимальную скорость 242 км/ч.

### Audi RS2 Avant

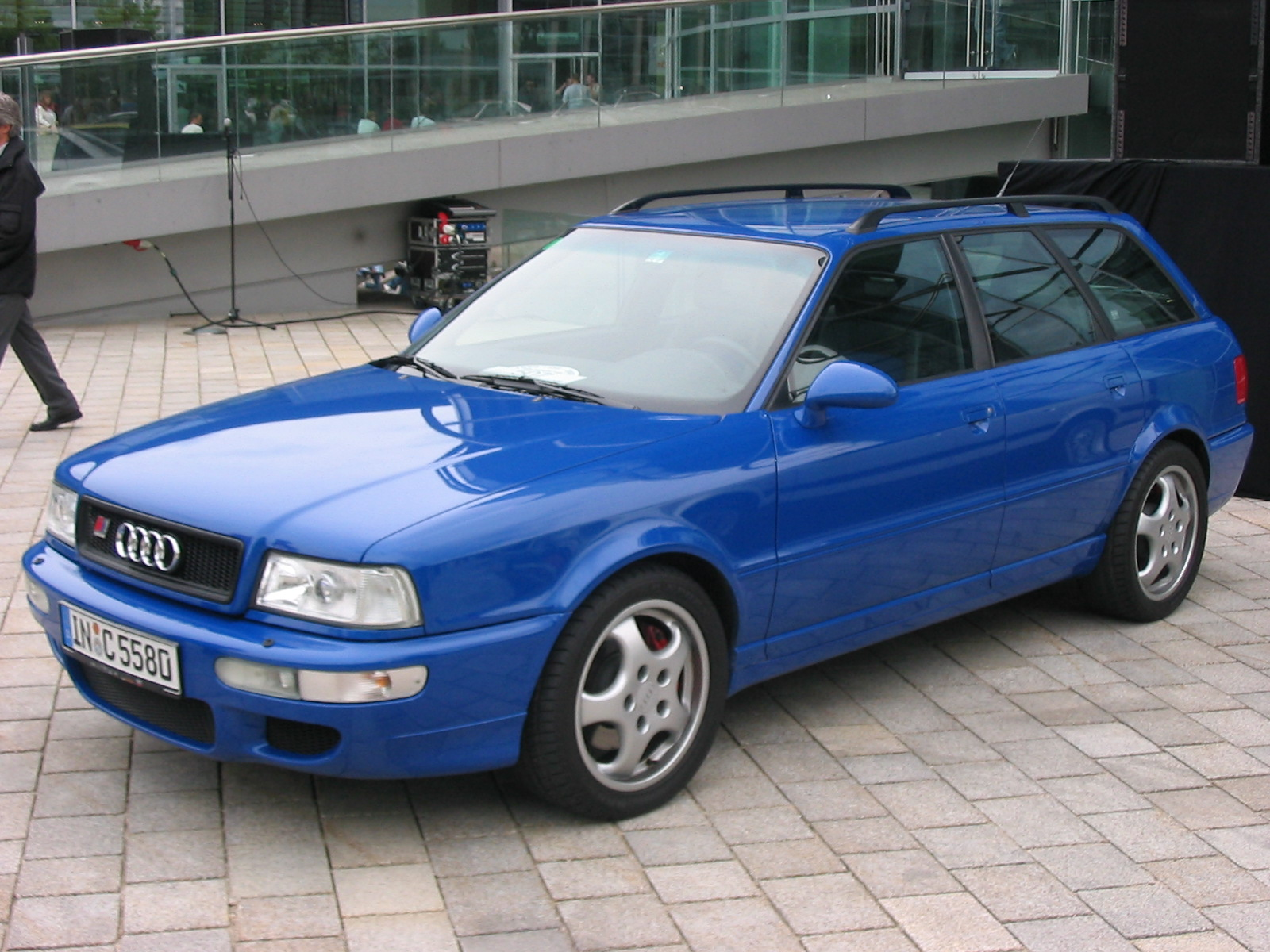
Audi RS2 Avant

RS2 Avant оснащалась двигателем подобным тому, что устанавливался в Audi S2 — 2,2 л., c турбонаддувом, но мощностью 315 л.с. Разгон до 100 км/ч происходил за 4,8 секунд, а максимальная скорость составляла 262 км/ч, в автомобиле использовалась 6-ступенчатая КПП. Audi RS2 Avant были доступны, в основном, в кузове универсал, хотя 4-дверные седаны также были официально произведены, включая один для руководителя программы разработки RS2. Audi RS2 был, по меньшей мере, частично собран на заводе Porsche — Rossle-Bau в Цуффенхаузене (англ. Zuffenhausen). До производства RS2, сборочная линия Porsche в Цуффенхаузене была занята производством кузова Mercedes-Benz 500E. Связь RS2- Porsche можно проиллюстрировать двойной схемой тормозной системы Porsche в RS2, литыми дисками 7Jx17, дизайн которых идентичен дизайну колёс Porsche 911 Turbo и боковые зеркала, также позаимствованные у Porsche 911 Turbo. Кроме того, слово «PORSCHE» было начертано на заводской эмблеме, прикреплённой к багажнику и передней радиаторной решётке, а также на впускном коллекторе двигателя. Porsche добавила в RS2 более мощные тормоза, большие стабилизаторы поперечной устойчивости передние и задние, произвела небольшой тюнинг интерьера, в результате чего появился суперспортивный универсал. Участие Porsche в проекте происходило при полном понимании того, что модель с кузовом купе не будет производиться, поскольку это было слишком близко к собственным продуктам Porsche.
В 1996 году автомобиль был снят с производства.

## Типы кузова
В дополнение к B-кодам платформы (B1, B2, …), Audi назначала индивидуальные typ номера для кузовов своих автомобилей:
- F103: Audi 80 (1966—1969)
- Typ 80: B1; Audi 80 (1973—1976)
- Typ 82/33: B1; Audi 80 (1976—1978)
- Typ 81: B2; Audi 80/90 (4000 в США) (1979—1987)
- Typ 85: B2; Audi Coupé (1981—1987); Audi 4000 (Канада) (1981—1987); Audi Quattro (1981—1991); Audi 4000 quattro (1984—1987); Audi Sport Quattro (1984—1987)
- Typ 89: B3; Audi 80/90 (1987—1989)
- Typ 8A: B3; Audi 80/90 (1990—1992)
- Typ 89Q: B3; Audi 80/90 quattro (1987—1992)
- Typ 8B: B3; Audi Coupé (1989—1996); Audi S2 (1991—1993)
- Typ 8C: B4; Audi 80 (1992—1995); Audi RS2 Avant (1994—1996)
- Typ 8G: B4; Audi Cabriolet (1991—2000)